# Arturo Prat
Agustín Arturo Prat Chacón (Hacienda San Agustín de Puñual, Ninhue, 3 de abril de 1848-Iquique, 21 de mayo de 1879) fue un militar, marino y abogado chileno, reconocido como el «máximo héroe naval» de su país.
Como militar, permaneció en la Armada de Chile entre 1858 y 1879, periodo en el que participó en las guerras contra España (1865-1866) ―donde intervino en los combates navales de Papudo y de Abtao― y del Pacífico (1879-1884) ―donde comandó la corbeta Esmeralda en el desigual combate naval de Iquique, en el cual murió―. Como abogado, se dedicó entre 1876 y 1879 a resolver tanto asuntos privados como temas relacionados con lo naval; modificó la ley de navegación, remodeló el sistema legal de la Armada y regularizó los ascensos en dicha institución.
En Chile ha sido conmemorado de diversas maneras: una compañía del Cuerpo de Bomberos de Santiago, unidades de la Armada chilena, una localidad, una asociación y clubes de fútbol, un estadio cubierto, la Escuela Naval, una base antártica, una provincia, una universidad y 144 calles, entre otros, llevan su nombre.
La ley 2977 del 1 de febrero de 1915 fijó el 21 de mayo como «celebración de todas las glorias [de] la Armada de la República» y como feriado en Chile; durante esta festividad, el izamiento de la bandera chilena es obligatorio en todos los recintos privados y públicos del país. Además, el 21 de mayo se convirtió en la fecha de la Cuenta anual del presidente de la República ante el Congreso pleno entre 1926 y 2016, y en el «Día del Abogado» a partir de la década de 2010.

## Familia

### Origen
El origen de la familia Prat se encuentra en Santa Coloma de Farnés, provincia de Gerona, Cataluña (España). Allí nació Ignacio Prat Guigueras (h. 1780-La Serena, 1824) —hijo del labrador Isidro Prat Camps, a quien se le reconocía condecoración y privilegio militar, y de María Rosa Guigueras y Mascaró, hija de un notario—, quien se inclinó por el comercio y trabajó como exportador de géneros, principalmente a Argentina; por razones desconocidas, emigró alrededor de 1806 a Chile, donde fue comerciante en Santiago en 1810 y fue hecho prisionero por realista en 1817. En la parroquia San Isidro de la capital chilena el 9 de febrero de 1811, se casó con Agustina Barril Rojas —hija del militar Félix Barril y Díaz y de Tadea de Rojas y Guzmán—, con quien tuvo cuatro hijos: Agustín, Clara del Carmen, que permaneció soltera; Manuel Jesús y Concepción Prat Barril, muertos en la infancia.
Agustín Prat Barril se dedicó al comercio y abrió una tienda en la calle Estado en Santiago, donde conoció a María del Rosario Chacón Barrios —hija del comerciante Pedro Chacón y Morales y de Concepción Barrios Bustos—, con quien se casó en la parroquia El Sagrario de la capital chilena el 26 de octubre de 1838. La tienda fue destruida por un incendio; económicamente arruinado, el matrimonio abandonó Santiago y se trasladó a la hacienda San Agustín de Puñual, en Ninhue (actual provincia de Itata), entonces explotada por Andrés Chacón Barrios, hermano de María del Rosario. Allí nacieron y murieron en la niñez los tres primeros hijos Prat Chacón. En esta época, además, Agustín Prat Barril comenzó a sufrir una enfermedad crónica e incurable, una especie de parálisis progresiva.

### Ancestros
| \| \| \| \| \| \| \| \| \| \| \| \| \| \| \| \| \| \| \| \| 16. N Prat \| \| \| \| \| \| \| \| \| \| \| \| \| \| \| \| \| \| \| \| \| \| \| \| \| \| \| \| \| \| \| \| \| \| \| \| \| \| \| \| \| \| \| \| \| \| \| \| \| \| \| \| \| \| 8. Isidro Prat Camps \| \| \| \| \| \| \| \| \| \| \| \| \| \| \| \| \| \| \| \| \| \| \| \| \| \| \| \| \| \| \| \| \| \| \| \| \| \| \| \| \| \| \| \| \| \| \| \| \| \| \| \| \| \| 17. N Camps \| \| \| \| \| \| \| \| \| \| \| \| \| \| \| \| \| \| \| \| \| \| \| \| \| \| \| \| \| \| \| \| \| \| \| \| \| \| \| \| \| \| \| \| \| \| \| \| \| \| \| \| \| \| 4. Ignacio Prat Guigueras \| \| \| \| \| \| \| \| \| \| \| \| \| \| \| \| \| \| \| \| \| \| \| \| \| \| \| \| \| \| \| \| \| \| \| \| \| \| \| \| \| \| \| \| \| \| \| \| \| \| \| \| \| \| 18. N Guigueras \| \| \| \| \| \| \| \| \| \| \| \| \| \| \| \| \| \| \| \| \| \| \| \| \| \| \| \| \| \| \| \| \| \| \| \| \| \| \| \| \| \| \| \| \| \| \| \| \| \| \| \| \| \| 9. María Rosa Guigueras y Mascaró \| \| \| \| \| \| \| \| \| \| \| \| \| \| \| \| \| \| \| \| \| \| \| \| \| \| \| \| \| \| \| \| \| \| \| \| \| \| \| \| \| \| \| \| \| \| \| \| \| \| \| \| \| \| 19. N Mascaró \| \| \| \| \| \| \| \| \| \| \| \| \| \| \| \| \| \| \| \| \| \| \| \| \| \| \| \| \| \| \| \| \| \| \| \| \| \| \| \| \| \| \| \| \| \| \| \| \| \| \| \| \| \| 2. Agustín Prat Barril \| \| \| \| \| \| \| \| \| \| \| \| \| \| \| \| \| \| \| \| \| \| \| \| \| \| \| \| \| \| \| \| \| \| \| \| \| \| \| \| \| \| \| \| \| \| \| \| \| \| \| \| \| \| 20. Nicolás Barril \| \| \| \| \| \| \| \| \| \| \| \| \| \| \| \| \| \| \| \| \| \| \| \| \| \| \| \| \| \| \| \| \| \| \| \| \| \| \| \| \| \| \| \| \| \| \| \| \| \| \| \| \| \| 10. Félix Barril y Díaz \| \| \| \| \| \| \| \| \| \| \| \| \| \| \| \| \| \| \| \| \| \| \| \| \| \| \| \| \| \| \| \| \| \| \| \| \| \| \| \| \| \| \| \| \| \| \| \| \| \| \| \| \| \| 21. Marta Díaz \| \| \| \| \| \| \| \| \| \| \| \| \| \| \| \| \| \| \| \| \| \| \| \| \| \| \| \| \| \| \| \| \| \| \| \| \| \| \| \| \| \| \| \| \| \| \| \| \| \| \| \| \| \| 5. Agustina Barril Rojas \| \| \| \| \| \| \| \| \| \| \| \| \| \| \| \| \| \| \| \| \| \| \| \| \| \| \| \| \| \| \| \| \| \| \| \| \| \| \| \| \| \| \| \| \| \| \| \| \| \| \| \| \| \| 22. N de Rojas \| \| \| \| \| \| \| \| \| \| \| \| \| \| \| \| \| \| \| \| \| \| \| \| \| \| \| \| \| \| \| \| \| \| \| \| \| \| \| \| \| \| \| \| \| \| \| \| \| \| \| \| \| \| 11. Tadea de Rojas y Guzmán \| \| \| \| \| \| \| \| \| \| \| \| \| \| \| \| \| \| \| \| \| \| \| \| \| \| \| \| \| \| \| \| \| \| \| \| \| \| \| \| \| \| \| \| \| \| \| \| \| \| \| \| \| \| 23. N Guzmán \| \| \| \| \| \| \| \| \| \| \| \| \| \| \| \| \| \| \| \| \| \| \| \| \| \| \| \| \| \| \| \| \| \| \| \| \| \| \| \| \| \| \| \| \| \| \| \| \| \| \| \| \| \| 1. Agustín Arturo Prat Chacón \| \| \| \| \| \| \| \| \| \| \| \| \| \| \| \| \| \| \| \| \| \| \| \| \| \| \| \| \| \| \| \| \| \| \| \| \| \| \| \| \| \| \| \| \| \| \| \| \| \| \| \| \| \| 24. N Chacón \| \| \| \| \| \| \| \| \| \| \| \| \| \| \| \| \| \| \| \| \| \| \| \| \| \| \| \| \| \| \| \| \| \| \| \| \| \| \| \| \| \| \| \| \| \| \| \| \| \| \| \| \| \| 12. Isidro Chacón \| \| \| \| \| \| \| \| \| \| \| \| \| \| \| \| \| \| \| \| \| \| \| \| \| \| \| \| \| \| \| \| \| \| \| \| \| \| \| \| \| \| \| \| \| \| \| \| \| \| \| \| \| \| 25. N N \| \| \| \| \| \| \| \| \| \| \| \| \| \| \| \| \| \| \| \| \| \| \| \| \| \| \| \| \| \| \| \| \| \| \| \| \| \| \| \| \| \| \| \| \| \| \| \| \| \| \| \| \| \| 6. Pedro Chacón y Morales \| \| \| \| \| \| \| \| \| \| \| \| \| \| \| \| \| \| \| \| \| \| \| \| \| \| \| \| \| \| \| \| \| \| \| \| \| \| \| \| \| \| \| \| \| \| \| \| \| \| \| \| \| \| 26. N Morales \| \| \| \| \| \| \| \| \| \| \| \| \| \| \| \| \| \| \| \| \| \| \| \| \| \| \| \| \| \| \| \| \| \| \| \| \| \| \| \| \| \| \| \| \| \| \| \| \| \| \| \| \| \| 13. Josefa Morales Bustos \| \| \| \| \| \| \| \| \| \| \| \| \| \| \| \| \| \| \| \| \| \| \| \| \| \| \| \| \| \| \| \| \| \| \| \| \| \| \| \| \| \| \| \| \| \| \| \| \| \| \| \| \| \| 27. N Bustos \| \| \| \| \| \| \| \| \| \| \| \| \| \| \| \| \| \| \| \| \| \| \| \| \| \| \| \| \| \| \| \| \| \| \| \| \| \| \| \| \| \| \| \| \| \| \| \| \| \| \| \| \| \| 3. María del Rosario Chacón Barrios \| \| \| \| \| \| \| \| \| \| \| \| \| \| \| \| \| \| \| \| \| \| \| \| \| \| \| \| \| \| \| \| \| \| \| \| \| \| \| \| \| \| \| \| \| \| \| \| \| \| \| \| \| \| 28. N Bari o Barri \| \| \| \| \| \| \| \| \| \| \| \| \| \| \| \| \| \| \| \| \| \| \| \| \| \| \| \| \| \| \| \| \| \| \| \| \| \| \| \| \| \| \| \| \| \| \| \| \| \| \| \| \| \| 14. Andrés Barrios o del Barrio (nacido Andrea Bari o Barri)[36] \| \| \| \| \| \| \| \| \| \| \| \| \| \| \| \| \| \| \| \| \| \| \| \| \| \| \| \| \| \| \| \| \| \| \| \| \| \| \| \| \| \| \| \| \| \| \| \| \| \| \| \| \| \| 29. N N \| \| \| \| \| \| \| \| \| \| \| \| \| \| \| \| \| \| \| \| \| \| \| \| \| \| \| \| \| \| \| \| \| \| \| \| \| \| \| \| \| \| \| \| \| \| \| \| \| \| \| \| \| \| 7. Concepción Barrios Bustos \| \| \| \| \| \| \| \| \| \| \| \| \| \| \| \| \| \| \| \| \| \| \| \| \| \| \| \| \| \| \| \| \| \| \| \| \| \| \| \| \| \| \| \| \| \| \| \| \| \| \| \| \| \| 30. Matías Bustos [de Lara] y Baeza \| \| \| \| \| \| \| \| \| \| \| \| \| \| \| \| \| \| \| \| \| \| \| \| \| \| \| \| \| \| \| \| \| \| \| \| \| \| \| \| \| \| \| \| \| \| \| \| \| \| \| \| \| \| 15. Ángela Bustos y Sanhueza \| \| \| \| \| \| \| \| \| \| \| \| \| \| \| \| \| \| \| \| \| \| \| \| \| \| \| \| \| \| \| \| \| \| \| \| \| \| \| \| \| \| \| \| \| \| \| \| \| \| \| \| \| \| 31. Josef[in]a Sanhueza y Pacheco \| \| \| \| \| \| \| \| \| \| \| \| \| \| \| \| \| \| \| \| \| \| \| \| \| \| \| \| \| \| \| \| \| \| \| \| \| \| \| \| \| \| \| \| \| \| \| \| \| \| \| \| |                                                              |  |  |  |  |  |  |  |  |  |  |  |  |  |  |  |
| |                                                              |  |  |  |  |  |  |  |  |  |  |  |  |  |  |  |
| | 16. N Prat                                                   |  |  |  |  |  |  |  |  |  |  |  |  |  |  |  |
| |                                                              |  |  |  |  |  |  |  |  |  |  |  |  |  |  |  |
| |                                                              |  |  |  |  |  |  |  |  |  |  |  |  |  |  |  |
| | 8. Isidro Prat Camps                                         |  |  |  |  |  |  |  |  |  |  |  |  |  |  |  |
| |                                                              |  |  |  |  |  |  |  |  |  |  |  |  |  |  |  |
| |                                                              |  |  |  |  |  |  |  |  |  |  |  |  |  |  |  |
| | 17. N Camps                                                  |  |  |  |  |  |  |  |  |  |  |  |  |  |  |  |
| |                                                              |  |  |  |  |  |  |  |  |  |  |  |  |  |  |  |
| |                                                              |  |  |  |  |  |  |  |  |  |  |  |  |  |  |  |
| | 4. Ignacio Prat Guigueras                                    |  |  |  |  |  |  |  |  |  |  |  |  |  |  |  |
| |                                                              |  |  |  |  |  |  |  |  |  |  |  |  |  |  |  |
| |                                                              |  |  |  |  |  |  |  |  |  |  |  |  |  |  |  |
| | 18. N Guigueras                                              |  |  |  |  |  |  |  |  |  |  |  |  |  |  |  |
| |                                                              |  |  |  |  |  |  |  |  |  |  |  |  |  |  |  |
| |                                                              |  |  |  |  |  |  |  |  |  |  |  |  |  |  |  |
| | 9. María Rosa Guigueras y Mascaró                            |  |  |  |  |  |  |  |  |  |  |  |  |  |  |  |
| |                                                              |  |  |  |  |  |  |  |  |  |  |  |  |  |  |  |
| |                                                              |  |  |  |  |  |  |  |  |  |  |  |  |  |  |  |
| | 19. N Mascaró                                                |  |  |  |  |  |  |  |  |  |  |  |  |  |  |  |
| |                                                              |  |  |  |  |  |  |  |  |  |  |  |  |  |  |  |
| |                                                              |  |  |  |  |  |  |  |  |  |  |  |  |  |  |  |
| | 2. Agustín Prat Barril                                       |  |  |  |  |  |  |  |  |  |  |  |  |  |  |  |
| |                                                              |  |  |  |  |  |  |  |  |  |  |  |  |  |  |  |
| |                                                              |  |  |  |  |  |  |  |  |  |  |  |  |  |  |  |
| | 20. Nicolás Barril                                           |  |  |  |  |  |  |  |  |  |  |  |  |  |  |  |
| |                                                              |  |  |  |  |  |  |  |  |  |  |  |  |  |  |  |
| |                                                              |  |  |  |  |  |  |  |  |  |  |  |  |  |  |  |
| | 10. Félix Barril y Díaz                                      |  |  |  |  |  |  |  |  |  |  |  |  |  |  |  |
| |                                                              |  |  |  |  |  |  |  |  |  |  |  |  |  |  |  |
| |                                                              |  |  |  |  |  |  |  |  |  |  |  |  |  |  |  |
| | 21. Marta Díaz                                               |  |  |  |  |  |  |  |  |  |  |  |  |  |  |  |
| |                                                              |  |  |  |  |  |  |  |  |  |  |  |  |  |  |  |
| |                                                              |  |  |  |  |  |  |  |  |  |  |  |  |  |  |  |
| | 5. Agustina Barril Rojas                                     |  |  |  |  |  |  |  |  |  |  |  |  |  |  |  |
| |                                                              |  |  |  |  |  |  |  |  |  |  |  |  |  |  |  |
| |                                                              |  |  |  |  |  |  |  |  |  |  |  |  |  |  |  |
| | 22. N de Rojas                                               |  |  |  |  |  |  |  |  |  |  |  |  |  |  |  |
| |                                                              |  |  |  |  |  |  |  |  |  |  |  |  |  |  |  |
| |                                                              |  |  |  |  |  |  |  |  |  |  |  |  |  |  |  |
| | 11. Tadea de Rojas y Guzmán                                  |  |  |  |  |  |  |  |  |  |  |  |  |  |  |  |
| |                                                              |  |  |  |  |  |  |  |  |  |  |  |  |  |  |  |
| |                                                              |  |  |  |  |  |  |  |  |  |  |  |  |  |  |  |
| | 23. N Guzmán                                                 |  |  |  |  |  |  |  |  |  |  |  |  |  |  |  |
| |                                                              |  |  |  |  |  |  |  |  |  |  |  |  |  |  |  |
| |                                                              |  |  |  |  |  |  |  |  |  |  |  |  |  |  |  |
| | 1. Agustín Arturo Prat Chacón                                |  |  |  |  |  |  |  |  |  |  |  |  |  |  |  |
| |                                                              |  |  |  |  |  |  |  |  |  |  |  |  |  |  |  |
| |                                                              |  |  |  |  |  |  |  |  |  |  |  |  |  |  |  |
| | 24. N Chacón                                                 |  |  |  |  |  |  |  |  |  |  |  |  |  |  |  |
| |                                                              |  |  |  |  |  |  |  |  |  |  |  |  |  |  |  |
| |                                                              |  |  |  |  |  |  |  |  |  |  |  |  |  |  |  |
| | 12. Isidro Chacón                                            |  |  |  |  |  |  |  |  |  |  |  |  |  |  |  |
| |                                                              |  |  |  |  |  |  |  |  |  |  |  |  |  |  |  |
| |                                                              |  |  |  |  |  |  |  |  |  |  |  |  |  |  |  |
| | 25. N N                                                      |  |  |  |  |  |  |  |  |  |  |  |  |  |  |  |
| |                                                              |  |  |  |  |  |  |  |  |  |  |  |  |  |  |  |
| |                                                              |  |  |  |  |  |  |  |  |  |  |  |  |  |  |  |
| | 6. Pedro Chacón y Morales                                    |  |  |  |  |  |  |  |  |  |  |  |  |  |  |  |
| |                                                              |  |  |  |  |  |  |  |  |  |  |  |  |  |  |  |
| |                                                              |  |  |  |  |  |  |  |  |  |  |  |  |  |  |  |
| | 26. N Morales                                                |  |  |  |  |  |  |  |  |  |  |  |  |  |  |  |
| |                                                              |  |  |  |  |  |  |  |  |  |  |  |  |  |  |  |
| |                                                              |  |  |  |  |  |  |  |  |  |  |  |  |  |  |  |
| | 13. Josefa Morales Bustos                                    |  |  |  |  |  |  |  |  |  |  |  |  |  |  |  |
| |                                                              |  |  |  |  |  |  |  |  |  |  |  |  |  |  |  |
| |                                                              |  |  |  |  |  |  |  |  |  |  |  |  |  |  |  |
| | 27. N Bustos                                                 |  |  |  |  |  |  |  |  |  |  |  |  |  |  |  |
| |                                                              |  |  |  |  |  |  |  |  |  |  |  |  |  |  |  |
| |                                                              |  |  |  |  |  |  |  |  |  |  |  |  |  |  |  |
| | 3. María del Rosario Chacón Barrios                          |  |  |  |  |  |  |  |  |  |  |  |  |  |  |  |
| |                                                              |  |  |  |  |  |  |  |  |  |  |  |  |  |  |  |
| |                                                              |  |  |  |  |  |  |  |  |  |  |  |  |  |  |  |
| | 28. N Bari o Barri                                           |  |  |  |  |  |  |  |  |  |  |  |  |  |  |  |
| |                                                              |  |  |  |  |  |  |  |  |  |  |  |  |  |  |  |
| |                                                              |  |  |  |  |  |  |  |  |  |  |  |  |  |  |  |
| | 14. Andrés Barrios o del Barrio (nacido Andrea Bari o Barri) |  |  |  |  |  |  |  |  |  |  |  |  |  |  |  |
| |                                                              |  |  |  |  |  |  |  |  |  |  |  |  |  |  |  |
| |                                                              |  |  |  |  |  |  |  |  |  |  |  |  |  |  |  |
| | 29. N N                                                      |  |  |  |  |  |  |  |  |  |  |  |  |  |  |  |
| |                                                              |  |  |  |  |  |  |  |  |  |  |  |  |  |  |  |
| |                                                              |  |  |  |  |  |  |  |  |  |  |  |  |  |  |  |
| | 7. Concepción Barrios Bustos                                 |  |  |  |  |  |  |  |  |  |  |  |  |  |  |  |
| |                                                              |  |  |  |  |  |  |  |  |  |  |  |  |  |  |  |
| |                                                              |  |  |  |  |  |  |  |  |  |  |  |  |  |  |  |
| | 30. Matías Bustos [de Lara] y Baeza                          |  |  |  |  |  |  |  |  |  |  |  |  |  |  |  |
| |                                                              |  |  |  |  |  |  |  |  |  |  |  |  |  |  |  |
| |                                                              |  |  |  |  |  |  |  |  |  |  |  |  |  |  |  |
| | 15. Ángela Bustos y Sanhueza                                 |  |  |  |  |  |  |  |  |  |  |  |  |  |  |  |
| |                                                              |  |  |  |  |  |  |  |  |  |  |  |  |  |  |  |
| |                                                              |  |  |  |  |  |  |  |  |  |  |  |  |  |  |  |
| | 31. Josef[in]a Sanhueza y Pacheco                            |  |  |  |  |  |  |  |  |  |  |  |  |  |  |  |
| |                                                              |  |  |  |  |  |  |  |  |  |  |  |  |  |  |  |
| |                                                              |  |  |  |  |  |  |  |  |  |  |  |  |  |  |  |

## Nacimiento

Hacienda San Agustín de Puñual

En la hacienda San Agustín de Puñual el lunes 3 de abril de 1848, nació el cuarto hijo de los Prat Chacón, Agustín Arturo, atendido por la partera local Juana Daza.
Tras su nacimiento, pareció que iba a seguir el destino de sus tres hermanos mayores; fue de contextura y salud delicadas, y no gritó al nacer. Sin embargo, la madre confió la salud del niño a la «hidropatía» y los «sudores hidropáticos» del llamado método Priessnitz.
En la iglesia parroquial de Nuestra Señora del Rosario de San Antonio de Ninhue el 2 de marzo de 1849, fue bautizado por el sacerdote J. Bartolomé Venegas; sus padrinos fueron el matrimonio formado por Andrés Chacón Barrios y Josefa Chacón Espinoza, sus tíos maternos.

## Niñez y juventud

### Primeros años
Tentado por la fiebre del oro de California, su tío Andrés Chacón partió, junto con sus socios José Manuel Moya y Rafael Sotomayor, a probar fortuna en Estados Unidos. Esta aventura le costó la ruina económica; tuvo que vender la hacienda —«[de] unas 1.200 hectáreas de lomajes suaves y secos, dedicados principalmente a viñedos y cítricos, y a pastoreo de ovinos»—, que fue comprada por el estanciero local Ambrosio Molina.
Debido a aquello, los Prat Chacón regresaron a Santiago. En el invierno austral de 1849, abordaron un velero del recorrido Talcahuano-Valparaíso y la madre aplicó al niño el método Priessnitz utilizando la fría agua del mar cada día del viaje.
La familia encontró solvencia con la chacra «Las Delicias» —ubicada en la actual comuna de Providencia, entonces en las cercanías de la capital chilena—, propiedad de su abuelo materno Pedro Chacón y Morales desde 1834, donde nacieron los cuatro hermanos de Prat y transcurrió su infancia. Se desarrolló físicamente y dejó atrás su «complexión raquítica y endeble [...] expresión melancólica [...] aire distraído y apariencia triste y enfermiza», según la descripción de su tío materno Jacinto Chacón. El cambio se atribuyó al método Priessnitz, pero es más probable que fuera resultado del ambiente estimulante de la chacra y de su afición por los ejercicios físicos, incluido el pugilato. Era «un niño “vivo y juguetón” pero dócil; lo singularizaba un apego extremo» a su madre.
El 2 de noviembre de 1854, la chacra se vendió en 71 000 pesos a la beneficencia de la Casa de Expósitos atendida por las hermanas de la Providencia y los Prat Chacón se trasladaron a una modesta casa ubicada en la tercera cuadra de la calle Nueva de San Diego, llamada hoy día Arturo Prat.

### Escuela primaria
En la calle San Diego Nueva en 1856, se inauguró la Escuela Superior de Instrucción Primaria, conocida como la «escuela de la Campana» debido a una torre con una campana que tañía para llamar a las clases. José Bernardo Suárez fue nombrado director y Eliseo Otaíza, subdirector.
En dicha escuela el 1 de junio de 1856, inició sus estudios básicos. Fue un estudiante de buena conducta, salvo por pleitos y travesuras propias de la niñez; tenía problemas con las matemáticas, específicamente con la aritmética, pero los superó y obtuvo distinción en lectura, geografía, religión y la propia aritmética en 1856.
Dejó la escuela el 25 de agosto de 1858; como despedida, el director Suárez anotó en sus registros: «Aplicación, excelente; capacidad, buena; conducta, id.; asistencia, constante; carácter, inmejorable».

### Escuela Naval

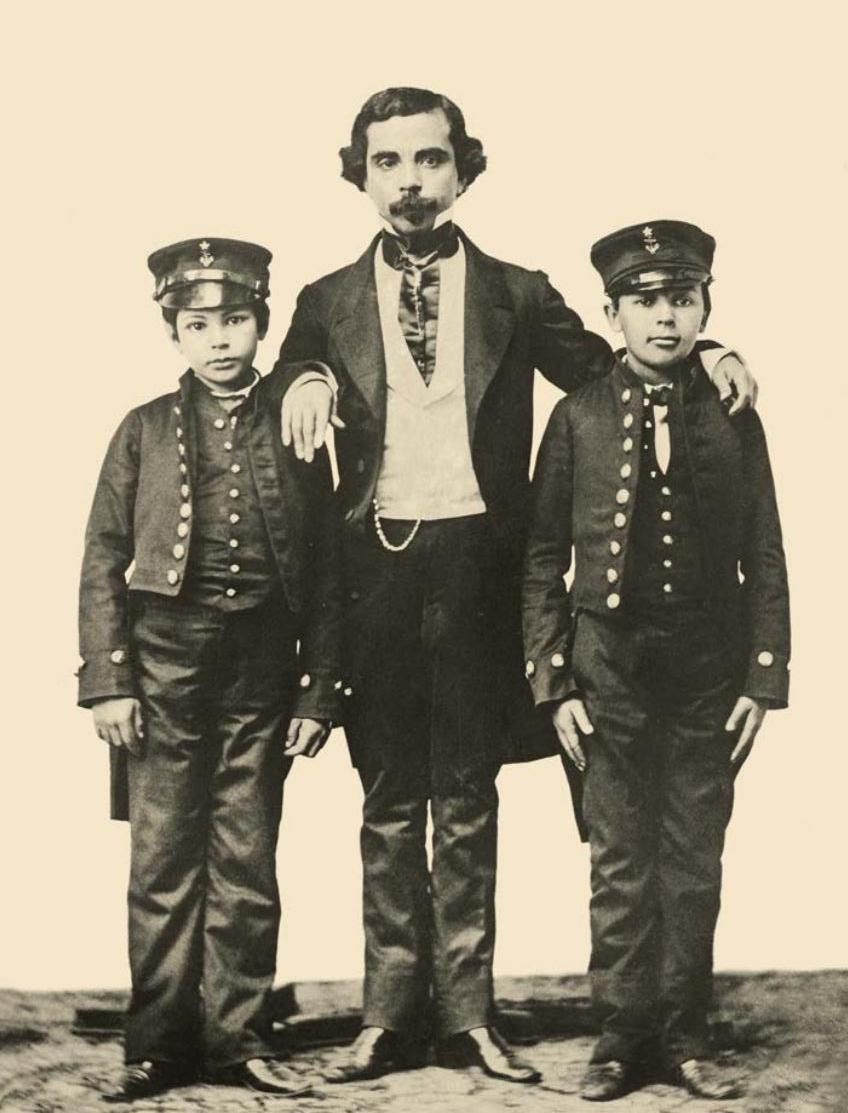
De izq. a der.: Prat, Jacinto Chacón (su tío materno) y Luis Uribe

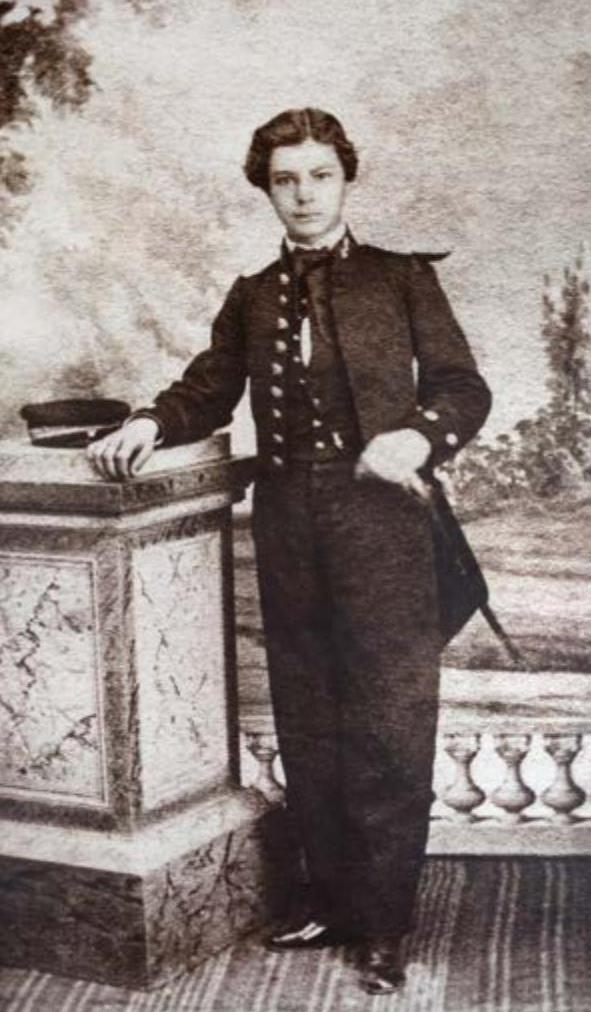
Prat (1863)

En Valparaíso el 28 de agosto de 1858, ingresó en la Escuela Naval del Estado, dirigida entonces por el oficial de marina francés Jules-Jean Feillet, secundado por su compatriota Anatole Desmadryl. Para el ingreso a dicha institución, el presidente Manuel Montt Torres había creado dos becas por provincia: Una de Arauco fue concedida a Prat; la otra, a Luis Uribe Orrego. Ambos tuvieron como apoderado a Jacinto Chacón ―tío de Prat y padrastro de Uribe, por lo que se convirtieron en casi hermanos―, y fueron dos de los veintiséis cadetes navales que formaron parte del llamado «Curso de los Héroes», todos ellos personajes destacados en la posterior guerra del Pacífico.
Su primer año como cadete fue irregular en los estudios; distraído, continuaron sus dificultades con las matemáticas; sin embargo, al igual que en la escuela, se sobrepuso y obtuvo una medalla de plata por sus logros. En su segundo año, debió iniciar el aprendizaje náutico. Su primer viaje de instrucción se realizó en 1859 en el vapor Independencia, bajo el mando del capitán de corbeta Nicolás Saavedra, donde aprendió maniobras de vela y aparejo, para después seguir con las prácticas de marinería y artillería. En enero de 1860, Prat abordó por primera vez la corbeta Esmeralda, comandada por el capitán de fragata José Anacleto Goñi Prieto. Siguió su aprendizaje náutico: embarque y desembarque, simulacros de combate y otros. En julio de 1861, egresó de la Escuela Naval como «primera antigüedad», el más distinguido del curso, y obtuvo el grado de guardiamarina sin examen.
En este periodo también enfrentó hechos tales como el incendio —y posterior hundimiento— del pontón francés Infernal, que «almacenaba carbón, artículos navales, explosivos y municiones», ocurrido el 1 de octubre de 1861 frente a los Almacenes Fiscales de Valparaíso. Allí mismo se encontraban la Esmeralda y el vapor Maipú, entre otros navíos. Para intentar extinguir el fuego del pontón, los barcos surtos en la bahía enviaron botes con tripulación; uno de ellos era conducido por el guardiamarina Prat, quien después de dos horas de lucha contra el incendio debió retirarse con los demás marineros, poco antes de producirse el daño temido en barcos y edificios aledaños.
Debido al conflicto limítrofe que Bolivia y Chile sostenían por el desierto de Atacama desde 1843, comenzó una serie de incidentes entre ambos países. A fines de 1863 debió embarcarse en la Esmeralda, bajo las órdenes del capitán de fragata Juan Williams Rebolledo, que zarpó hacia Mejillones para defender los intereses de los chilenos de las autoridades bolivianas en Cobija.
Dio las pruebas teóricas y prácticas necesarias para obtener los despachos de guardiamarina examinado el 21 de julio de 1864.

### Guerra contra España

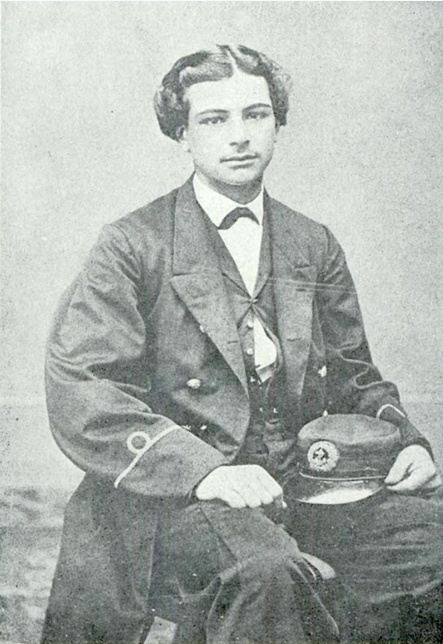
Prat con uniforme de guardiamarina (1864)

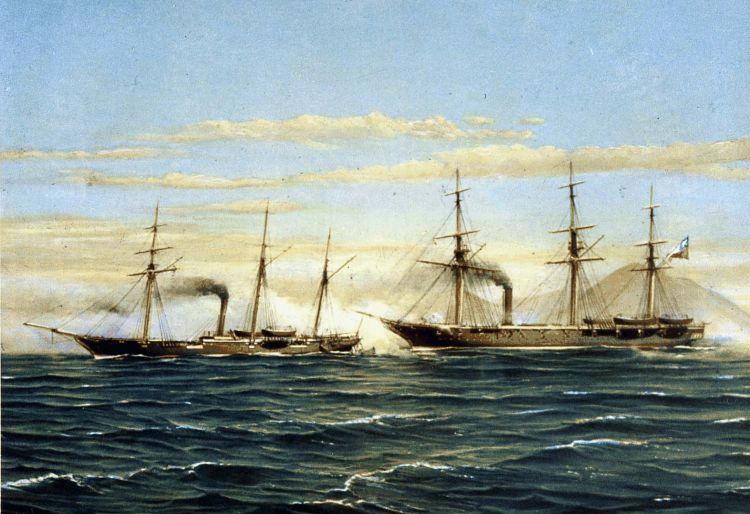
Combate naval de Papudo (Thomas Somerscales,)

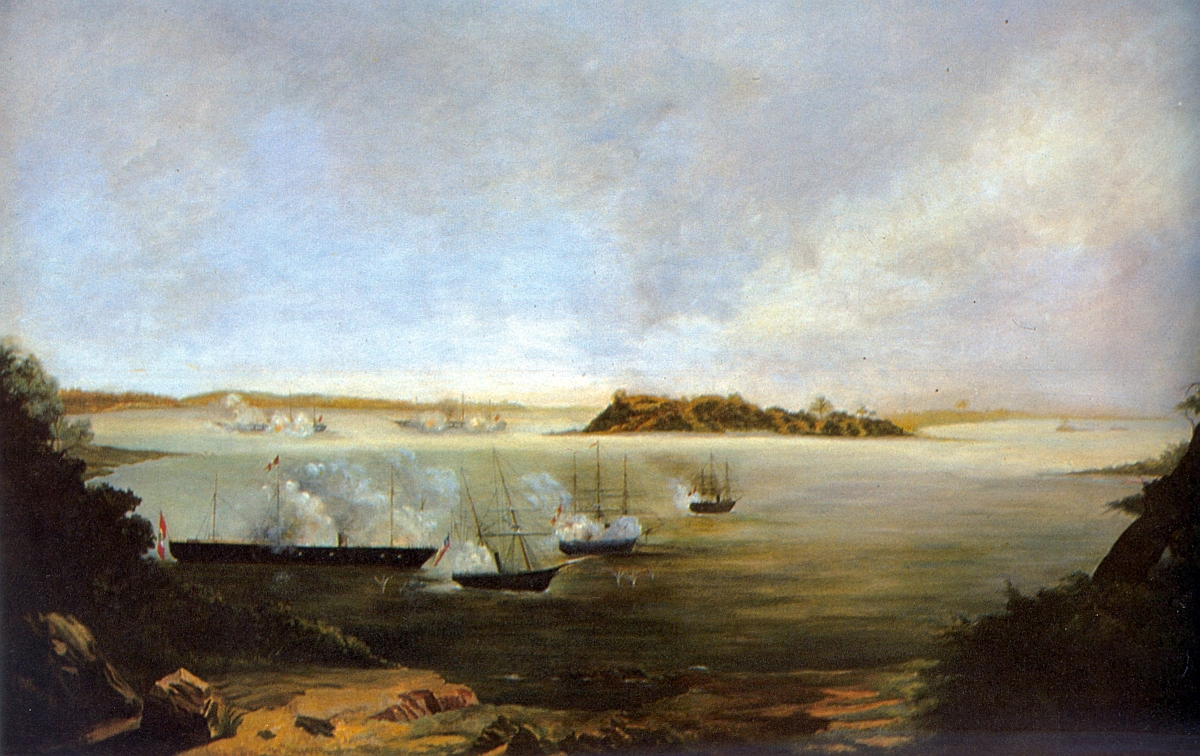
Combate naval de Abtao (autor desconocido, ¿?)

Entre fines de 1863 y comienzos de 1864, se produjeron incidentes que detonaron la desaprobación chilena a la ocupación de las peruanas islas Chincha por la escuadra española, comandada por el almirante Luis Hernández-Pinzón Álvarez, lo que desembocó en la guerra contra España, declarada por el gobierno del presidente  José Joaquín Pérez Mascayano el 25 de septiembre de 1865.
Ante el despliegue de los buques españoles, hecho por el vicealmirante José Manuel Pareja —reemplazo de Pinzón— para hostilizar la costa chilena, el capitán de fragata Williams Rebolledo, comandante de la Esmeralda, planeó la recuperación del transporte chileno Matías Cousiño y la captura de la goleta española Covadonga. El 26 de noviembre de 1865, ocurrió el combate naval de Papudo, que se inclinó a favor del bando chileno, que capturó la goleta española. Esto hizo que, por un lado, todos los marineros chilenos partícipes del acto ascendieran en un grado, por lo que Prat se convirtió en teniente segundo el 29 de noviembre siguiente; y que, por otro lado, el vicealmirante Pareja se suicidara.
Para compensar la derrota de Papudo, el brigadier de mar Casto Méndez Núñez, entonces comandante de la escuadra española, buscó otro enfrentamiento con las naves aliadas —la declaración de guerra de Chile había sido secundada por Perú el 13 de diciembre de 1865, por Ecuador el 30 de enero de 1866 y por Bolivia el 22 de marzo de 1866—, que ocurrió en las cercanías del archipiélago de Chiloé, en el combate naval de Abtao el 7 de febrero de 1866. El combate consistió en un cañoneo a distancia entre la Covadonga, apoyada por buques peruanos, y las fragatas españolas Villa de Madrid y Blanca —algunas naves aliadas no participaron o por falta de carbón o por lo rocoso del estuario—. Bajo el mando del capitán de fragata Manuel Thomson, Prat servía entonces en la Covadonga, que resistió el bombardeo español e impactó algunos tiros en la fragata Blanca. Las bajas españolas fueron seis heridos y tres contusos, mientras que en la escuadra aliada los historiadores discrepan sobre el número de bajas: los muertos oscilan entre dos y doce; y los heridos, entre uno y veinte.
El 20 de junio de 1866, cuando aún formaba parte de la tripulación de la Covadonga, Prat participó en la captura de la barca inglesa Thalaba, que contrabandeaba víveres y otros pertrechos para los españoles. Las hostilidades cesaron; se firmó un armisticio indefinido entre España y los cuatro aliados el 11 de marzo de 1871, y Chile y España firmaron un tratado de paz el 12 de julio de 1883.

## Adultez

### Oficial de marina

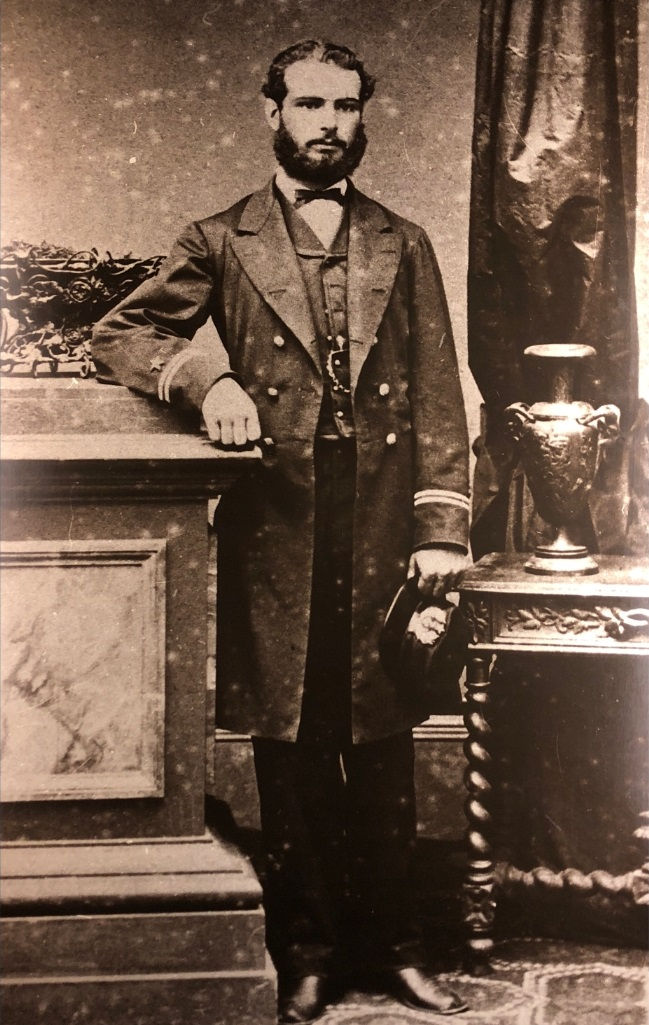
Prat con uniforme de teniente 2.º (1865-1869)

En julio de 1868 fue asignado a la corbeta O'Higgins, bajo el mando del capitán de fragata Ramón Cabieses Alzamora. Luego fue uno de los oficiales que integró la dotación del vapor Maipú, comandado por el capitán de corbeta Julio Ángel Lynch Solo de Zaldívar, enviado por el gobierno chileno a Perú con auxilios para los afectados por el terremoto de Arica del 13 de agosto; tras esta misión, regresó a la O'Higgins. Este buque, bajo las órdenes del vicealmirante Manuel Blanco Encalada, zarpó el 9 de diciembre junto con las corbetas Chacabuco y Esmeralda por orden del Estado chileno para repatriar los restos mortales del general Bernardo O’Higgins desde Perú el 11 de enero de 1869.
El 26 de enero siguiente, la O'Higgins llevó cadetes navales en instrucción al archipiélago de Juan Fernández; de regreso, Prat fue asignado como oficial de detall al vapor Ancud, bajo el mando de Julio Ángel Lynch Solo de Zaldívar, que llevaba víveres y pertrechos para la colonia de Magallanes. A mediados de 1869, fue momentáneamente trasladado al pontón Thalaba y luego volvió al Ancud, barco que realizó travesías a Arauco, Valdivia y el estrecho de Magallanes. Prat ascendió a teniente primero el 9 de septiembre de 1869.
En enero de 1870, regresó como oficial de detall a la O'Higgins, comandada por el capitán de fragata José Anacleto Goñi Prieto. El 8 de enero, dicha nave zarpó en viaje de instrucción hacia la isla de Pascua, donde el teniente Ignacio Luis Gana Castro, director de la Escuela de Aprendices de Marineros, levantó un plano general de la isla. Luego la O'Higgins se dirigió a Mejillones y Coquimbo, y atracó en Valparaíso el 6 de marzo.
A partir de 1871, fue oficial de detall de la Esmeralda —con dicha corbeta tuvo que estacionarse entre 1871 y 1872 en Mejillones para proteger los intereses de los chilenos avecindados allí—.
Le correspondieron diversos cargos en la Escuela Naval (profesor, subdirector, director interino) y se le encomendaron los cursos de ordenanza naval, derecho, táctica naval y cosmografía, entre otros. Como profesor, luchó contra la falta de recursos del medio para impartir una educación de calidad hasta el punto de traducir él mismo los libros del francés al español. Alcanzó los grados de capitán de corbeta graduado el 12 de febrero de 1873 y efectivo en 1874.
El 24 de mayo de 1875, la Esmeralda se encontraba en Valparaíso mientras Prat guardaba licencia por estar enfermo. El comandante del barco, Luis Alfredo Lynch Solo de Zaldívar, también se encontraba con licencia, por lo que la nave quedó a cargo del teniente Constantino Bannen Pradel. Un violento temporal estalló en la bahía; el Valdivia rompió sus amarras y se precipitó contra la Esmeralda, que a su vez impactó al Maipú. Cuando llegaron Lynch y Prat, el naufragio de la Esmeralda pareció inevitable; ambos fueron transportados por los boteros al buque, pero las olas inmovilizaron la embarcación. Prat se arrojó al agua y nadó hasta el navío y subió a bordo por una cuerda, tal como lo hiciera instantes antes Lynch, donde trabajó, con una cuerda atada por la cintura al mástil, para llevar a cabo las maniobras de salvamento, que consistieron en varar el barco de proa contra la playa y asegurarlo allí mediante cordajes. Pese a que la tarea no era fácil, al final se logró la varazón y la nave se salvó del naufragio. Lynch recordaría después «la imperturbable serenidad ante el peligro [de Prat]». La reparación de la Esmeralda fue difícil y larga y su costo se elevó a 100 000 pesos. Lynch tuvo que enfrentar un sumario en su contra por las responsabilidades que le cupieron, pero logró salvarse por un empate en la votación; durante todo el sumario, Prat fue fiel a su superior y lo apoyó en el proceso.
Concluidos los exámenes en mayo de 1876, el gobierno chileno cerró la Escuela Naval. Prat dejó a Condell a cargo de la Esmeralda.

### Abogacía

#### Estudios

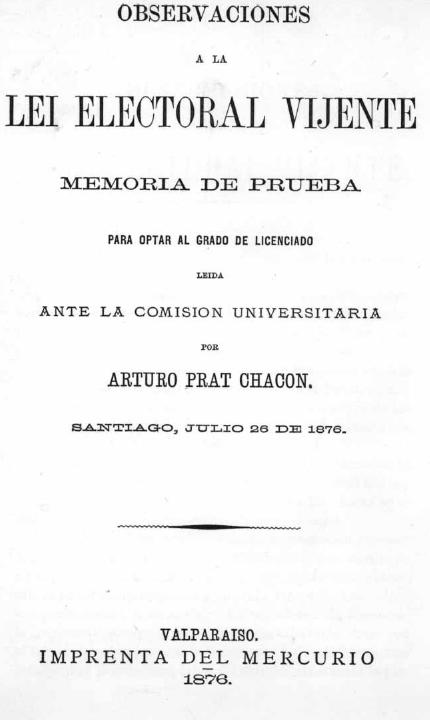
Portada de Observaciones a la lei electoral vijente, tesis escrita con la ortografía de Bello

Interesado en las leyes, decidió obtener el título profesional y en 1870 inició sus estudios para convertirse en abogado. Comenzó con su egreso como alumno libre de humanidades en el Liceo de Valparaíso y el Instituto Nacional. En 1871 consiguió el diploma del bachillerato en filosofía y humanidades, requisito para iniciar los estudios de derecho, encontrándose entre sus examinadores el historiador Diego Barros Arana.
En 1872 empezó los estudios de leyes, inscrito en la Facultad de Derecho de la Universidad de Chile, estudiando a bordo de la Esmeralda, fondeada entonces en Mejillones; al regresar, solicitó ser examinado en Valparaíso y aprobó los cursos requeridos. En 1875 inició la práctica de la abogacía, requisito anterior al título, en un estudio jurídico de dicho puerto. Defendió al ingeniero Ricardo Owen, acusado de desobediencia, y después a Luis Uribe Orrego, acusado de desacato y desobediencia a sus superiores.
En julio de 1876 aprobó las últimas asignaturas. Listo para licenciarse, sorteó una cédula entre diversos cursos y rindió examen sobre ella; su cédula fue derecho romano, que pasó los días 24, 25 y 26 de julio. Asimismo, obtuvo la aprobación de su tesis de licenciatura, titulada Observaciones a la lei electoral vijente, que contiene pistas acerca de su pensamiento político. Fue escrita en el marco de la promulgación de la nueva ley electoral, durante el gobierno del presidente Federico Errázuriz Zañartu, cuando se estableció la institución de los mayores contribuyentes y el voto acumulativo para los diputados. Prat analizó esta ley según la perspectiva de que con ella era posible avanzar en la libertad electoral; señaló las contradicciones y oscuridades del texto, pero recalcó que era una ley «eminentemente liberal»; concluyó que:

Buena en el fondo, tiene la necesidad de serias e importantes reformas en materia de reglamentación, si ha de alcanzar el alto objetivo que está a ser destinada: ser garantía eficaz de que el resultado de las urnas sea la fiel expresión de la voluntad nacional.
Fragmento de la tesis de Prat, titulada Observaciones a la lei electoral vijente (1876).

El 31 de julio de 1876 debió rendir el examen final ante los ministros de la Corte Suprema; sin embargo, se enteró de que el máximo Tribunal había resuelto no oír exámenes ese día. Insistió en que su tiempo como marino era muy limitado y pidió una audiencia con el presidente de la Corte Suprema, Manuel Montt Torres, a quien convenció de que se le dejara examinar; finalizado el día, Prat se convirtió en el primer marino que obtuvo el título de abogado en Chile.
Pese a su título, su difícil situación económica y las súplicas de su mujer, se rehusó a dejar la Marina para ejercer como abogado, aduciendo:

La idea de abandonar la Marina me es antipática y, a la verdad, solo impelido por poderosas razones me decidiría a hacerlo. No cuento entre mis defectos la inconsecuencia. Mientras no posea un nombre, si no respetable, al menos de mérito como abogado, debo conservar el de marino, que me lo ofrece, y llevar como accesorio el otro. No tengo ninguna mezquina ambición; los honores ni la gloria me arrastran; pero creo puedo servir en algo a mi país en la esfera de actividad tanto del uno como del otro.
Carta a Carmela Carvajal (1874).

#### Jurista
Fijó su estudio de abogado en el edificio del Banco Consolidado de Chile, en la plaza de la Justicia. Se dedicó principalmente a resolver los problemas legales de los Chacón Barrios y los Carvajal Briones, así como también problemas relacionados con lo naval. Aspiró a ser auditor de Marina, pero debido a su escasa experiencia solo fue investido como ayudante de la Gobernación Marítima de Valparaíso, y se le encomendaron los aspectos jurídicos de la Comandancia en jefe de Marina.
Remodeló completamente el sistema legal de la Armada, empezando por la ley de navegación, a la que propuso 152 modificaciones, de las cuales una gran parte fue aceptada. También se encargó de regularizar los ascensos para evitar que influyeran las relaciones sociales, los «cuoteos políticos» y otros factores que no fueran sino el mérito propio y la antigüedad. Prat murió sin ver publicado este código de marina. Durante esta etapa, sobrellevó recelos encubiertos y hostilidades de sus pares, quienes le mantenían una cierta distancia por ser abogado y no considerarlo un militar pleno.

### Hombre de familia

#### Noviazgo y matrimonio

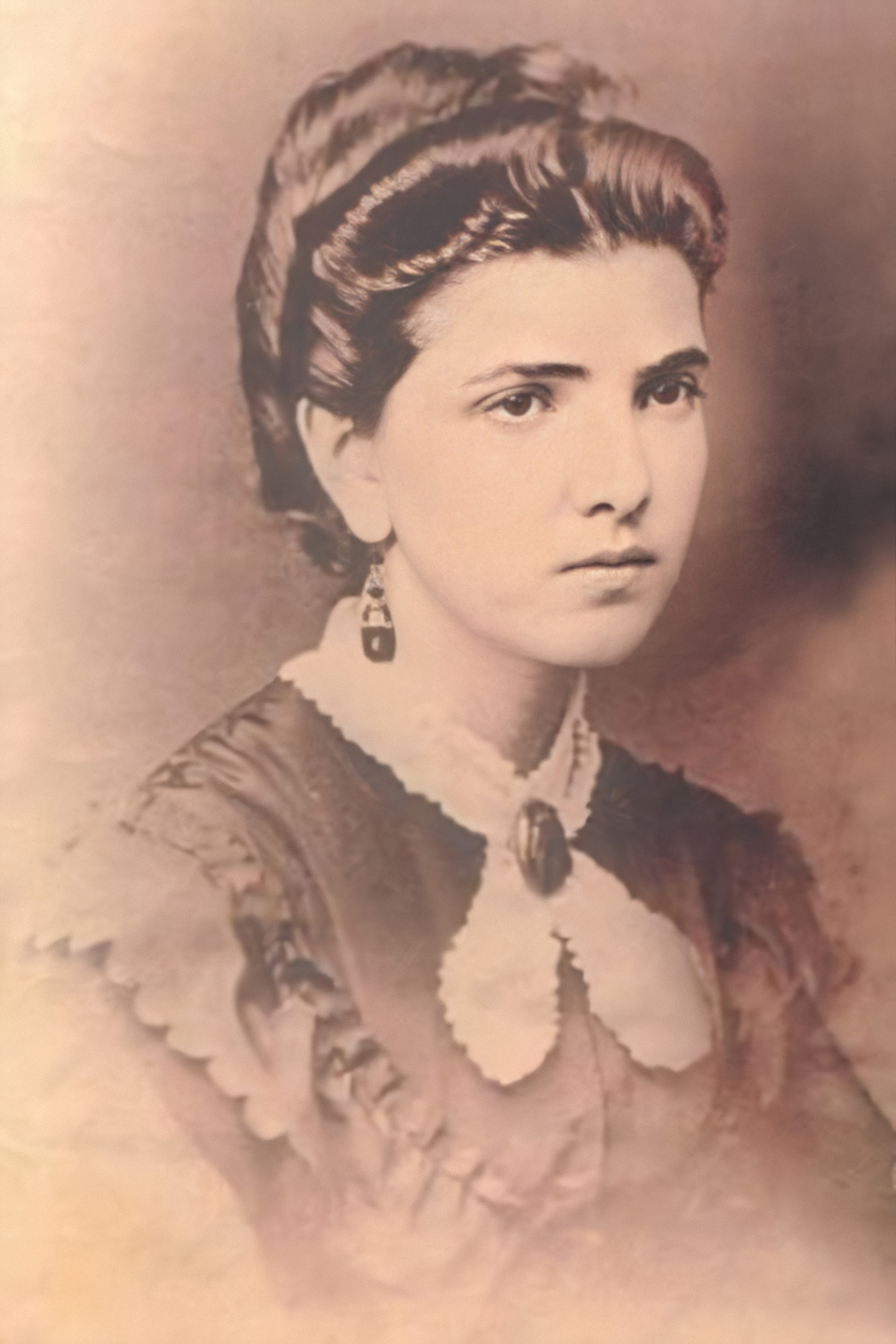
Carmela Carvajal Briones, su esposa

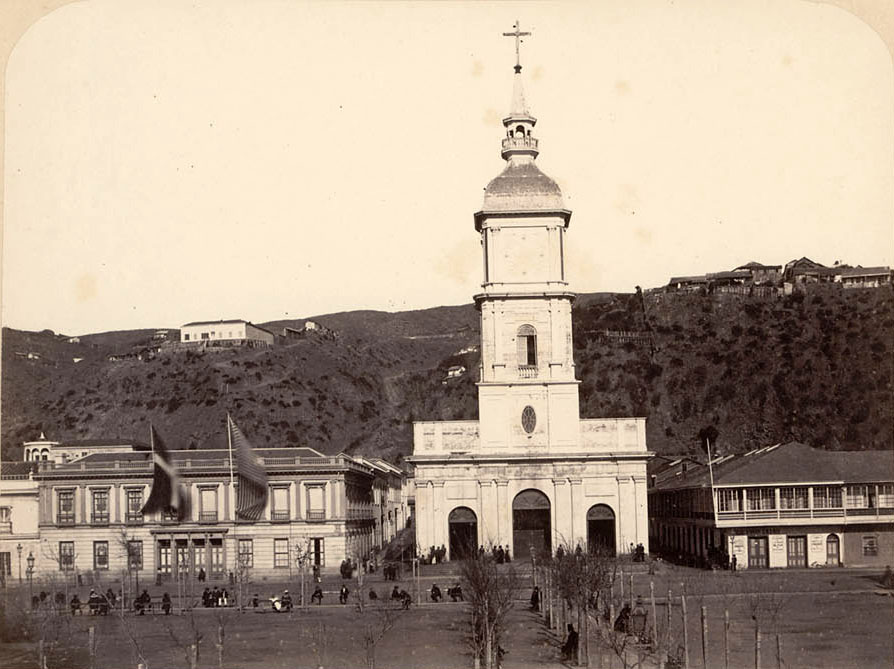
Parroquia del Espíritu Santo y, a su derecha, la casa donde vivieron los Prat Carvajal

En su casaquinta porteña de la calle del Circo, su abuelo materno Pedro Chacón y Morales acostumbraba a dar una o dos veces por semana alguna tertulia. Prat iba frecuentemente a ellas, como lo hacía la cuñada de su tía materna Concepción Chacón Barrios, la quillotana Carmela Carvajal Briones —hija de Diego Carvajal Zamora y María Briones Insulza—; en esas tertulias, ambos se conocieron y enamoraron.
En enero de 1869, al regresar del viaje que repatrió los restos mortales de O’Higgins desde Perú, Prat trajo regalos para ella: un abanico, un costurero, un tarjetero de marfil y una cruz de plata. La relación era muy obvia, pero muy reservada para Prat, quien se molestaba cuando aludían a su noviazgo; además de la timidez natural, otra de las razones para su molestia era el temor de formalizar una relación cuando no tenía el dinero con que mantener un matrimonio. Cuando ascendió a capitán de corbeta graduado el 12 de febrero de 1873, se decidió a pedir la mano de Carmela Carvajal. Un poco anterior a esto, Prat escribió la única carta de amor a su novia que se conserva:

Mi Carmela, mi vida, mi tesoro, tengo que decirte, incluso el que te adoro cada día con más vehemencia, no lo hago ahora porque temo empeorarme. Recibe el corazón apasionado de tu Arturo.
Carta de Arturo Prat a Carmela Carvajal (7 de febrero de 1873).

Frente a la plaza de la Victoria de Valparaíso, en la parroquia del Espíritu Santo el 5 de mayo de 1873 se casaron y fueron bendecidos por el sacerdote Francisco Salas Portales. Sus padrinos fueron José Jesús Carvajal Briones y María del Rosario Chacón de Prat; los testigos fueron Bernardo Chacón, Jorge Montt y Eulogio Varas. Los recién casados pasaron su luna de miel en Quillota y en las termas de Cauquenes; posteriormente, Prat regresó a Valparaíso para retomar sus deberes navales.
Prat trató a su esposa como una igual, como una compañera, algo difícil de encontrar en la época decimonónica, encargándole, por ejemplo, el presupuesto familiar, y él mismo haciéndose cargo de algunos de los problemas domésticos:

A cada momento me parece que te veo rendida de mecer a nuestra hija, sin que a tu lado esté y compartir, aunque sea en pequeño, tus trabajos [...].

#### Hijos

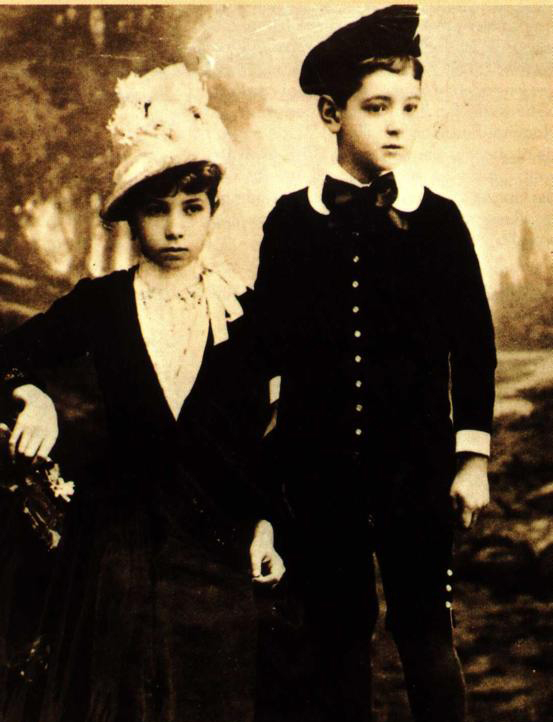
Blanca Estela y Arturo Héctor Prat Carvajal, sus hijos

El 5 de marzo de 1874 nació la primera hija de los Prat Carvajal: Carmela de la Concepción. Como los malogrados hermanos mayores de Prat, ella heredó una contextura frágil y enfermiza; su problema era una hernia causada por el corte del cordón umbilical, que se agravó por diferentes males —diarrea y fiebre, entre otros—. Prat le escribió a su esposa: «Continúa usando la homeopatía para mi hijita y avísame luego que esté sana». Prat supuso que el método que lo curó de su condición endeble haría las mismas maravillas en la niña; pero no funcionaba, para desesperación de una madre impotente y un padre desesperado en la plegaria. Al término de su estación anual, Prat debió ser transportado al centro del país por el Abtao, que no llegó. El 13 de diciembre, el vapor llegó finalmente y le escribió a su mujer: «Luego pues te voy a ver, como también a mi hijita que espero que esté completamente sana». Sin embargo, la niña había muerto el día 5; al anochecer le llegó una carta de su esposa:

Arturo de mi corazón: nuestro querido angelito sigue mal; siento que mi corazón desfallece de dolor y tú no estás para sostenerme... Si te fuera posible venirte, sería mi único consuelo. No desesperes mi bien, piensa en tu infeliz Carmela.
Carta de Carmela Carvajal a Arturo Prat (diciembre de 1874).

El vapor no pudo salir hasta el día 18. Todas sus esperanzas fueron destruidas en el viaje por una esquela de pésame, entregada en algún puerto intermedio, firmada por Juan José Latorre. Al pie de la carta anterior de su mujer, Prat anotó:

El 5 de diciembre, a las 1 horas 3 minutos de la noche, murió mi hija Carmela de la Concepción. Esta carta es la destinada a anunciármelo, la amargura que revela debiera habérmelo hecho comprender, pero tan dulce es la esperanza.
Arturo Prat (diciembre de 1874).

Más tarde, nacieron en Valparaíso sus otros dos hijos:
- Blanca Estela (11 de septiembre de 1876), casada en 1905 con Ramón Camilo Undurraga Silva —hijo de Ruperto Undurraga Solar y Josefa Silva Vélez—, con quien tuvo cuatro hijos: Arturo, Camilo, Horacio y Fernando Undurraga Prat;[30] y
- Arturo Héctor (6 de marzo de 1878), casado en 1909 con Blanca Echaurren Clark —hija de Alfredo Echaurren Valero y Teresa Clark Vargas—, con quien tuvo cinco hijos: Arturo, Carlos, Alfredo, Jorge y Roberto Prat Echaurren.[30]

### Intereses y creencias
Su biblioteca personal contenía libros que revelaban sus intereses, como Filosofía fundamental de Balmes, El genio del cristianismo de Chateaubriand, Más allá de la muerte de Figuer, El evangelio según el espiritismo de Kardec, Historia del cristianismo de Nicolas, El siglo de Luis XIV de Voltaire, y textos de Duruy, Montesquieu y Rousseau, entre otros.
Era «profundamente religioso [...], un católico de corte liberal, y con una [...] veta espiritista». Su religiosidad se caracterizaba por «el amor a Dios Padre y completa confianza en su Providencia»; acostumbraba repetir que «Dios nos guía, y lo que sucede es siempre lo mejor que puede suceder».
Influenciado desde su niñez por su tío Jacinto Chacón, considerado uno de los pioneros del espiritismo en Chile, experimentó con esta práctica e incorporó a su mujer a ella. Para intentar comunicarse con dos muertos —Agustín Prat Barril y Carmela Prat Carvajal, su padre y su primera hija—, los Prat Carvajal participaron en abril de 1876 en sesiones espiritistas junto con los médiums Eduardo de la Barra, Jacinto Chacón y su esposa Rosario Orrego, entre otros. Tras enviudar en mayo de 1879, Carmela Carvajal tomó parte en sesiones de espiritismo para contactar con Prat.

### Misión en el Río de la Plata

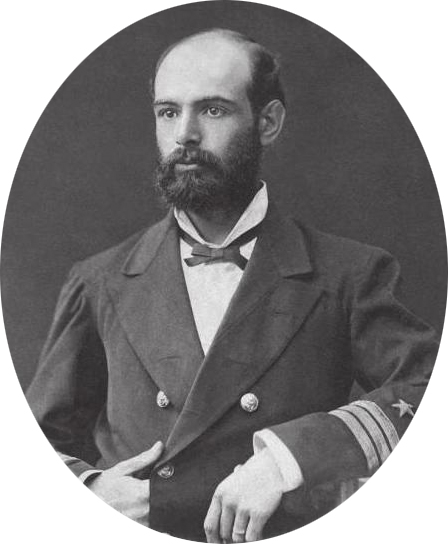
Prat con uniforme de capitán de fragata

Ascendió a capitán de fragata el 25 de septiembre de 1877. A fines del año siguiente, y a raíz de las intenciones del gobierno argentino de marcar soberanía en la Patagonia, particularmente en el río Santa Cruz, fue comisionado durante unos meses por el presidente Aníbal Pinto Garmendia para realizar servicios de inteligencia en Uruguay y Argentina.

El objeto de su viaje, me dijo su Excelencia, es saber si está dispuesto a trasladarse a Montevideo para saber lo que se haga en la República Argentina, en orden a armamentos, movimientos militares y toda clase de aprestos que revelen un carácter hostil a Chile, pues se están recibiendo continuamente telegramas alarmantes, quizás sin fundamento real y lo que se desea es saber lo que haya de positivo.

El 18 de noviembre de 1878 llegó a Montevideo, donde se presentó como abogado y escritor, y se alojó en el Hotel de la Paz. En diciembre del mismo año, dos veces visitó Buenos Aires, donde estableció contactos y se encontró brevemente con el presidente Nicolás Avellaneda.
Durante su misión, entregó una serie de datos militares y navales argentinos solicitados por el gobierno chileno. Minusvaloró la potencia militar efectiva de Argentina, aduciendo factores como el impacto de la crisis económica, la gran cantidad de extranjeros y la inexperiencia de sus marineros, pero, al mismo tiempo, advirtió de los acelerados preparativos para la guerra y del ánimo favorable del público argentino a un enfrentamiento. Sobre la posibilidad de un conflicto, manifestó:

No soy amigo de la guerra, pero creo también que el excesivo amor por la paz puede perjudicarnos más que la guerra misma, enervando el país y haciéndonos perder la influencia que para nuestra tranquilidad y bien de América debemos y podemos ejercer en América y que no ponemos en práctica por puro egoísmo.

La misión no fue de su agrado, por lo que solicitó su retorno a Chile tras completar lo esencial de su misión; el 28 de enero de 1879 recibió autorización para volver a Chile, y recaló en Valparaíso a mediados de febrero.

### Guerra del Pacífico

#### Antecedentes
El 14 de febrero de 1879, cuando las fuerzas militares chilenas ocuparon la ciudad boliviana de Antofagasta, Prat no era muy bien visto entre sus pares a causa de su preparación académica como abogado, lo que hacía desconfiar de su valer como militar, y fue excluido de las primeras acciones y preparativos de la Armada. Permaneció en Valparaíso, donde fue designado secretario ayudante de la Comandancia General de Marina, cargo que le disgustaba porque sentía que se le negaba su participación en las acciones de la Marina.
Bolivia se declaró en estado de guerra contra Chile el 1 de marzo siguiente. A fines de dicho mes, el encargado de la representación civil en la escuadra, Rafael Sotomayor, debió embarcarse por instrucciones del gobierno chileno en un vapor hacia Antofagasta y solicitó un ayudante a la Comandancia General de Marina. Prat fue designado y, aunque renuente en un comienzo, acató la orden y acompañó a Sotomayor como asesor y secretario personal. Se ganó la confianza de Sotomayor durante el viaje desde Antofagasta hasta Iquique en la fragata blindada Blanco Encalada.

#### Bloqueo de Iquique

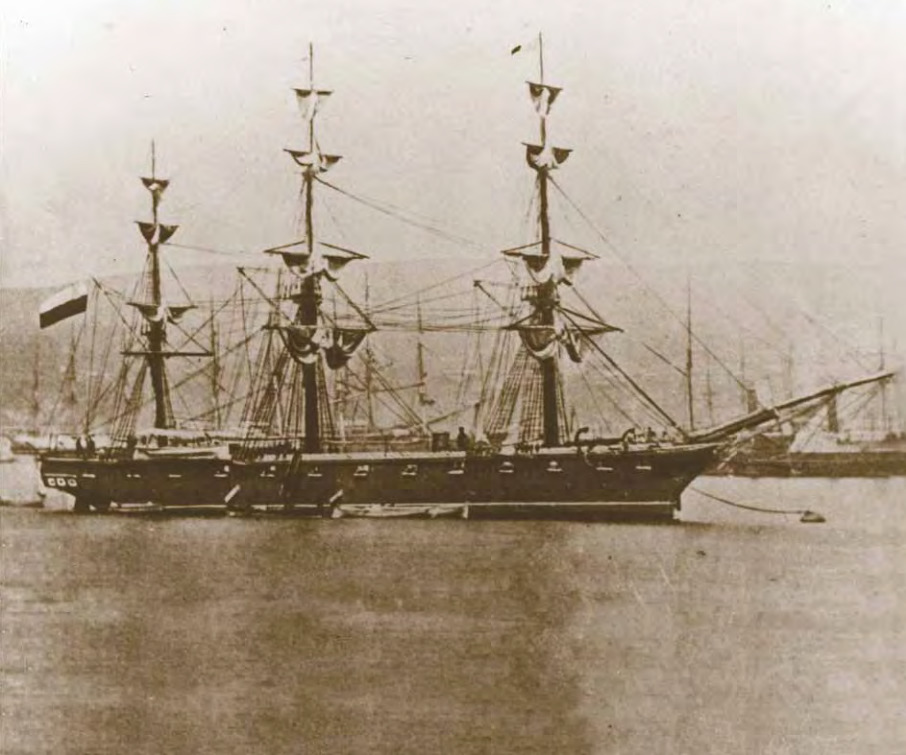
Corbeta Esmeralda

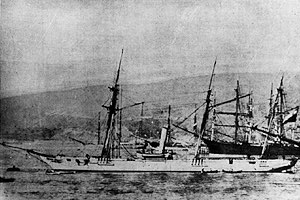
Goleta Covadonga

El 5 de abril, cuando Chile declaró la guerra a ambos aliados, Prat fue el encargado de notificar oficialmente el bloqueo de Iquique a sus autoridades peruanas, encabezadas por el prefecto Justo Pastor Dávila. Regresó a Antofagasta, donde consiguió ser considerado en las acciones y se le asignó el mando de la Covadonga, entonces en reparaciones en Valparaíso. Además, fue enviado a Santiago por Sotomayor y Juan Williams Rebolledo a pedir personalmente al gobierno la compra del transporte Amazonas; tras su misión en la capital chilena, asumió el mando de la Covadonga, que completó sus reparaciones a comienzos de mayo.
El 3 de mayo la corbeta Abtao y la Covadonga, respectivamente comandadas por el capitán de corbeta Carlos Condell de la Haza y por Prat, zarparon de Valparaíso y recalaron en Iquique el 10 de mayo ―tanto la Covadonga como la Esmeralda, bajo las órdenes de Manuel Thomson, eran consideradas de escaso valor militar a causa de su pobre andar―. En Iquique la escuadra chilena se preparaba para atacar por sorpresa a la escuadra peruana en el puerto del Callao; para cumplir dicho plan, el entonces contraalmirante Williams Rebolledo hizo cambios: designó como comandante de la Abtao a Thomson, de la Esmeralda a Prat y de la Covadonga a Condell. Prat y Condell quedaron a cargo del bloqueo de Iquique, donde también permaneció el transporte Lamar como depósito de carbón para los buques.
El 16 de mayo la escuadra chilena zarpó hacia Callao; ese mismo día salió desde dicho puerto hacia Arica el convoy formado por el monitor Huáscar, la fragata blindada Independencia y los transportes Chalaco, Limeña y Oroya con el fin de llevar armamento, municiones, refuerzos y vituallas. Ambas escuadras se cruzaron en la noche, sin avistarse.

#### Semblanza
En sus Memorias del bloqueo de Iquique (Guayaquil, 1910), el español Jaime Puig y Verdaguer, cónsul de Ecuador en ese puerto en 1879, dejó una descripción de Prat del 5 de abril de dicho año, cuando puso pie en tierra sin escolta alguna para notificar oficialmente el bloqueo a las autoridades peruanas:

Tendría a la sazón 28 o 30 años sobre poco menos; era de estatura más bien alta que regular, unos ocho codos le calculé desde la coronilla a las plantas de los pies; todo él era bellamente proporcionado, usaba barba negra como el azabache, ligeramente partida en el centro y cuadrada; ojos garzos, mirada inteligente y sugestiva, y velada por unas magníficas cejas que guarnecían graciosamente los arcos ciliares de aquel rostro varonilmente amable y simpático.

#### Combate naval de Iquique

##### Movimientos iniciales

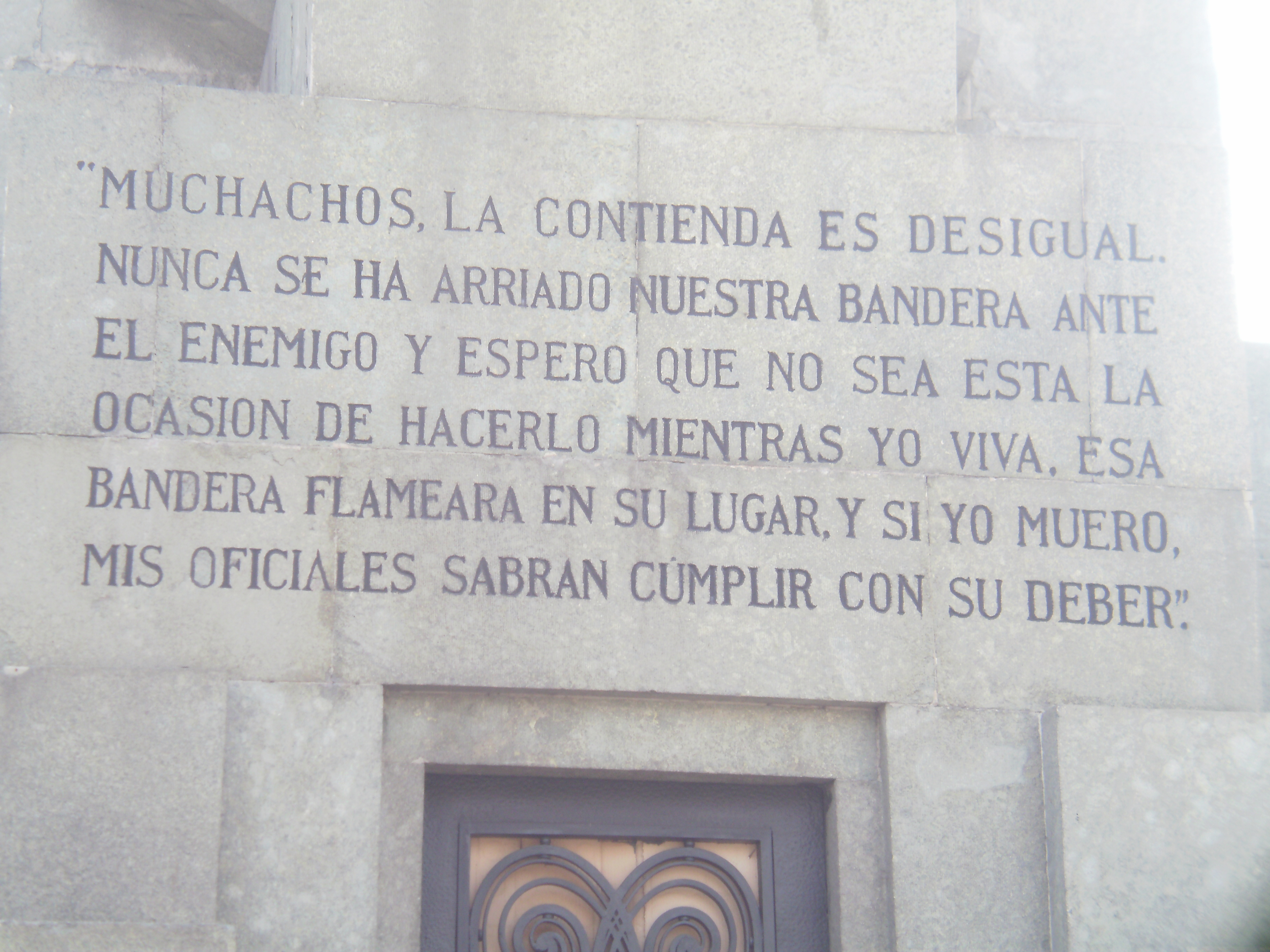
Arenga de Prat grabada en su monumento

A las 6:30 del miércoles 21 de mayo de 1879, el vigía de la Covadonga avisó de la presencia de otros navíos con el grito «¡Humos al norte!». Debido a la camanchaca, no se pudo identificar a los recién llegados y por unos momentos se pensó que la escuadra chilena había regresado. A las 6:45 un marinero de la Covadonga observó con claridad las arboladuras de los buques y los reconoció como peruanos. Ante esa información, Condell ordenó dar un tiro de aviso a la Esmeralda, anclada en puerto. Al escuchar la señal, Prat dispuso levar el ancla, hacer comer a la tripulación y tocar zafarrancho de combate. Además, ordenó que la Covadonga se pusiera al habla para conferenciar y que se arrojara al mar, en un saco, la correspondencia para la escuadra chilena.
Al avistar las naves chilenas, dentro del puerto y muy pegadas a la costa, los buques peruanos izaron bandera de combate. El Huáscar se encontraba más cerca al puerto. En ese momento, el capitán de navío peruano Miguel Grau arengó por megáfono a su tripulación.
Por su parte, Prat ordenó izar las señales: primero le hizo a Condell la señal de «¿Almorzó la gente?», luego «seguir mis aguas» y finalmente «venir al habla», y a continuación arengó a sus compañeros de armas:

Muchachos: la contienda es desigual, pero ánimo y valor. Hasta el presente ningún buque chileno ha arriado jamás su bandera; espero, pues, que no sea esta la ocasión de hacerlo. Por mi parte yo os aseguro que mientras viva tal cosa no sucederá, y después que yo falte, quedan mis oficiales, que sabrán cumplir con su deber.
Arenga de Prat a su tripulación según Vicente Zegers Recasens.

Muchachos, la contienda es desigual, pero como sabéis, nuestro pabellón nunca ha sido arriado ante el enemigo y espero que esta no sea la ocasión de hacerlo. Mientras yo viva, os aseguro que esa bandera flameará en su lugar; y si muero, mis oficiales sabrán cumplir con su deber.
Arenga de Prat a su tripulación según Luis Uribe Orrego.

Prat se sacó la gorra y exclamó un «¡viva Chile!» que fue repetido varias veces por su tripulación. Terminada la arenga, la Covadonga llegó al habla y Prat le ordenó a Condell: «¡que almuerce la gente!, ¡mantener bajos fondos!, ¡reforzar las cargas!, ¡cada uno a cumplir con su deber!». Condell simplemente respondió «¡all right!».

##### Primera fase
A las 8:00 se sintió una explosión, y una columna de agua y espuma se levantó en medio de las naves chilenas; el Huáscar había disparado su primer tiro. Prat ordenó levantar el andar de la Esmeralda. A las 8:25 una segunda andanada cayó y un tiro del Huáscar dio de lleno en el estribor y pasó entre las bandas de la Covadonga, a la altura de la base del trinquete, penetrando el comedor que estaba siendo habilitado como hospital.
Prat ordenó abandonar el bloqueo y dirigirse rápidamente al sur al transporte Lamar, que izó bandera estadounidense. De igual forma, Condell se retiró del puerto y se dirigió al sur, detrás del Lamar. Grau ordenó a la fragata Independencia, bajo el mando del capitán de navío Juan Guillermo Moore Ruiz, cerrar el paso a la Covadonga y al Lamar; la Independencia las siguió.
De esta forma, en Iquique quedaron para enfrentarse el monitor Huáscar (1865) y la corbeta Esmeralda (1855) —el primero, un buque torreta acorazado de 1130 toneladas con un blindaje de 4 ½ pulgadas, dos cañones de 300 libras de avancarga, ubicados en su torreta; y 11 millas de velocidad a su máxima capacidad; la segunda, un buque de madera de 850 toneladas, ocho cañones de 40 libras, cuatro de 30 y dos de 6; y 200 caballos de fuerza—.

##### Segunda fase
Prat bajó a su camarote, se vistió con su uniforme de parada, guardó el retrato de su esposa y otros objetos personales y subió al puente de mando. Posicionó a la Esmeralda a 200 metros de la costa, obligando al Huáscar a disparar por elevación para no dañar al pueblo peruano que se había reunido en multitudes en la playa de El Colorado para seguir el combate.
El general Juan Buendía, comandante de la plaza peruana de Iquique, hizo emplazar dos cañones de campaña en dicha playa y envió en un falucho rápido a un emisario al Huáscar con la advertencia (errada) sobre la presencia de torpedos. Grau, erróneamente informado de que la Esmeralda estaba rodeada de torpedos, se detuvo a 600 metros de ella y empezó a disparar con sus cañones de 300 libras, sin lograr impactar ningún tiro durante hora y media debido a la inexperiencia de los marinos peruanos en el manejo de la torreta del monitor, a lo que la tripulación chilena contestaba con sus cañones de 30 libras y fuego de fusilería, impactos que rebotaban sobre el macizo blindaje del Huáscar y que solo consiguieron dañar los botes salvavidas.
En la costa, los peruanos instalaron una batería de cañones de 9 libras y empezaron a bombardear el barco chileno; los tiros de esta batería de tierra fueron los que provocaron una carnicería a bordo. Al estar entre dos fuegos, Prat ordenó mover el buque, que maniobró lentamente —apenas a 4 nudos, puesto que su máquina estaba defectuosa; luego dos de sus calderas reventaron, dando apenas dos nudos— y se posicionó a 1000 metros al norte de la ciudad y a 250 de tierra, donde se mantuvo hasta su hundimiento. Esta maniobra hizo ver a Grau la inexistencia de los torpedos que rodeaban supuestamente a la Esmeralda. Uno de los tiros del Huáscar llegó de lleno en la cubierta, decapitó al corneta de órdenes Gaspar Cabrales y mutiló a los sirvientes de un cañón. La cubierta comenzó a teñirse con la sangre de quienes caían. La situación de la Esmeralda se tornó desesperada al verse batida y desmantelada por las baterías apostadas en la playa y por los cañones del Huáscar.

###### Primer espolonazo y abordaje de Prat

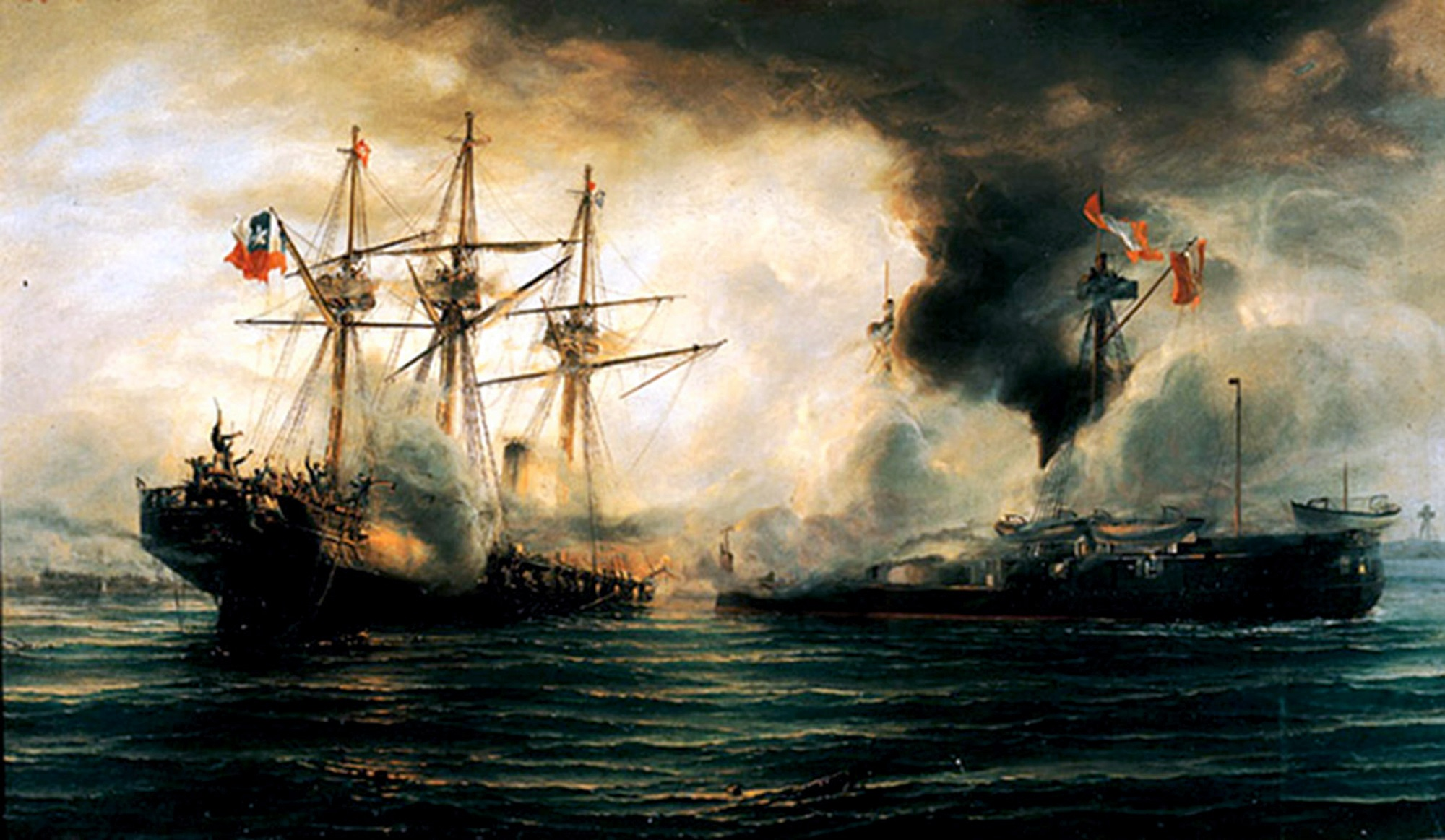
Combate naval de Iquique (Thomas Somerscales,)

A las 11:30 Grau ordenó espolonear a la Esmeralda. El monitor retrocedió para tomar impulso y se lanzó con un andar de ocho millas sobre el lado de babor de la corbeta, frente al palo de mesana. El primer espolonazo dio en la toldilla, donde debido a la combadura de ese sector no pareció causar un daño fatal hasta entonces; sin embargo, los dos cañones de la torre del Huáscar, «disparados a toca penoles antes y después del choque, hicieron terribles estragos en la marinería [chilena]».
Al dar el espolonazo por el lado de popa, Prat, con espada en mano, gritó: «¡Al abordaje muchachos!», grito que por el estruendo del choque solo fue escuchado por el sargento segundo Juan de Dios Aldea, quien saltó a la cubierta del Huáscar junto con Prat armado con un hacha de abordaje y una pistola, y el marinero Arsenio Canave, quien resbaló y cayó al mar al momento del retroceso del monitor, y trepó a él para luego morir en su cubierta. Ya en el Huáscar, Prat y Aldea se dirigieron a la torre de mando. Grau al ver esta acción de los marinos chilenos ordenó apresarlos; el teniente segundo peruano Jorge Enrique Velarde intentó cumplir la orden de su superior, pero al abrir el escotillón recibió tres tiros mortales de Prat.
Al aproximarse a la torre de mando, Aldea recibió una descarga de fusilería en pleno vientre que lo dejó agónico sobre la cubierta. Prat también avanzó hacia la torre y fue alcanzado por un disparo en una rodilla. Logró sostenerse sobre la otra, pero el marinero peruano Mariano Portales, salido de la torreta, lo mató instantáneamente con un tiro en la frente casi a quemarropa.

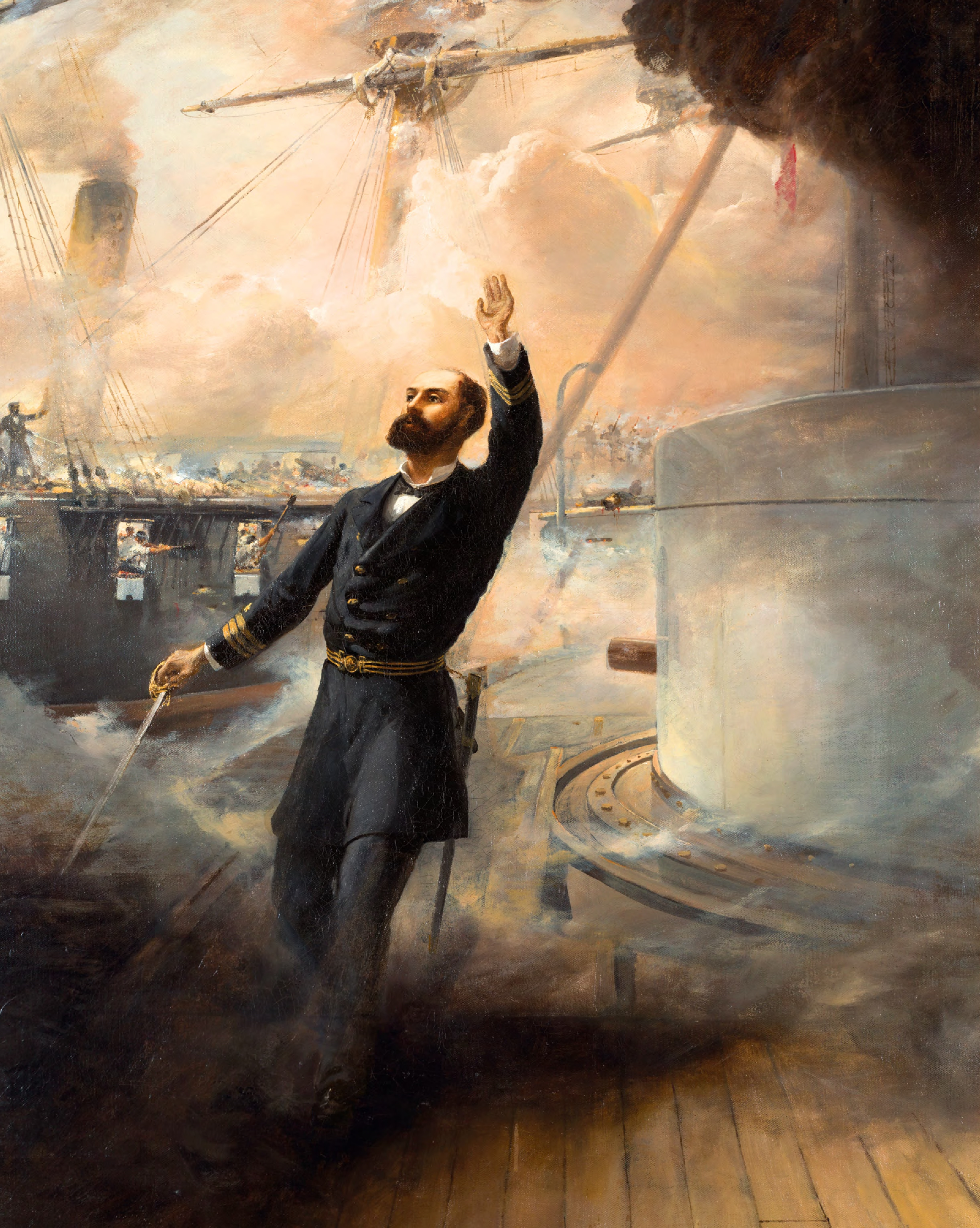
Muerte de Arturo Prat (Thomas Somerscales, 1880)
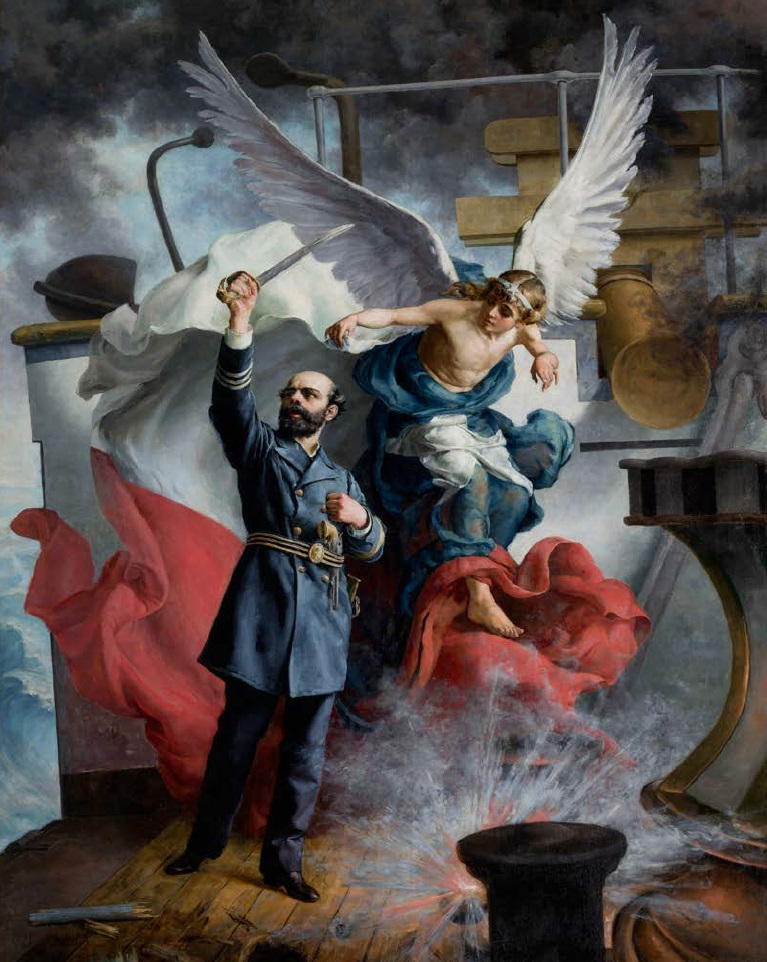
Prat guiado al sacrificio por el genio de la Patria (Cosme San Martín, 1883)
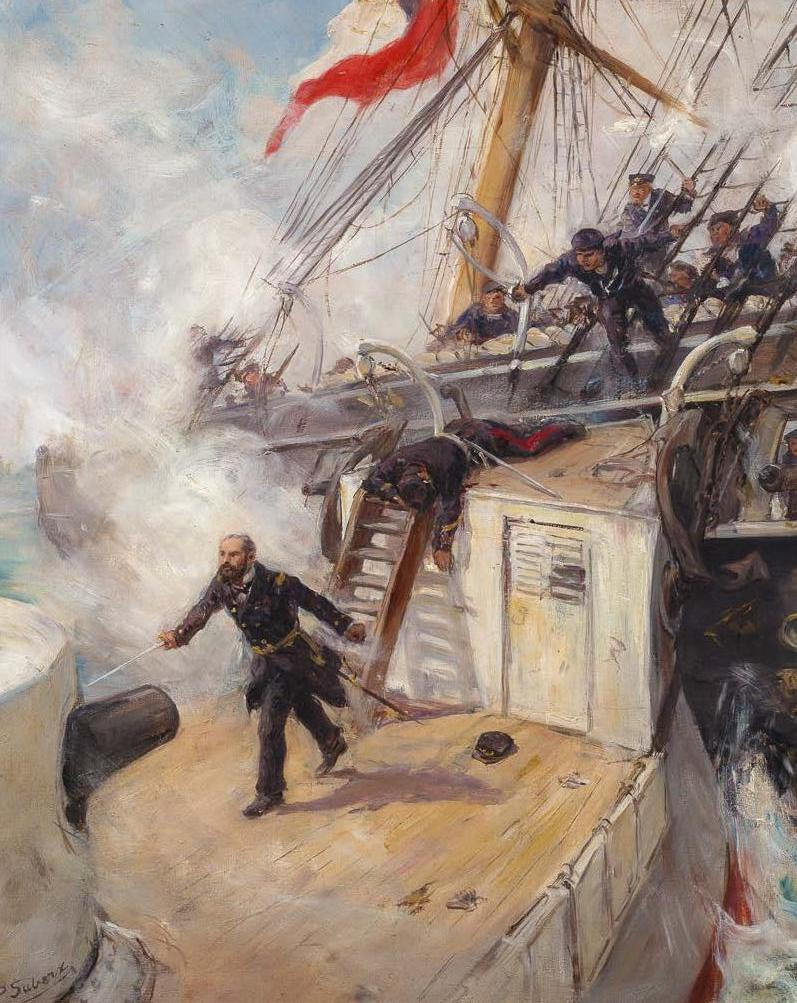
Abordaje de Arturo Prat (Pedro Subercaseaux, siglo XX)
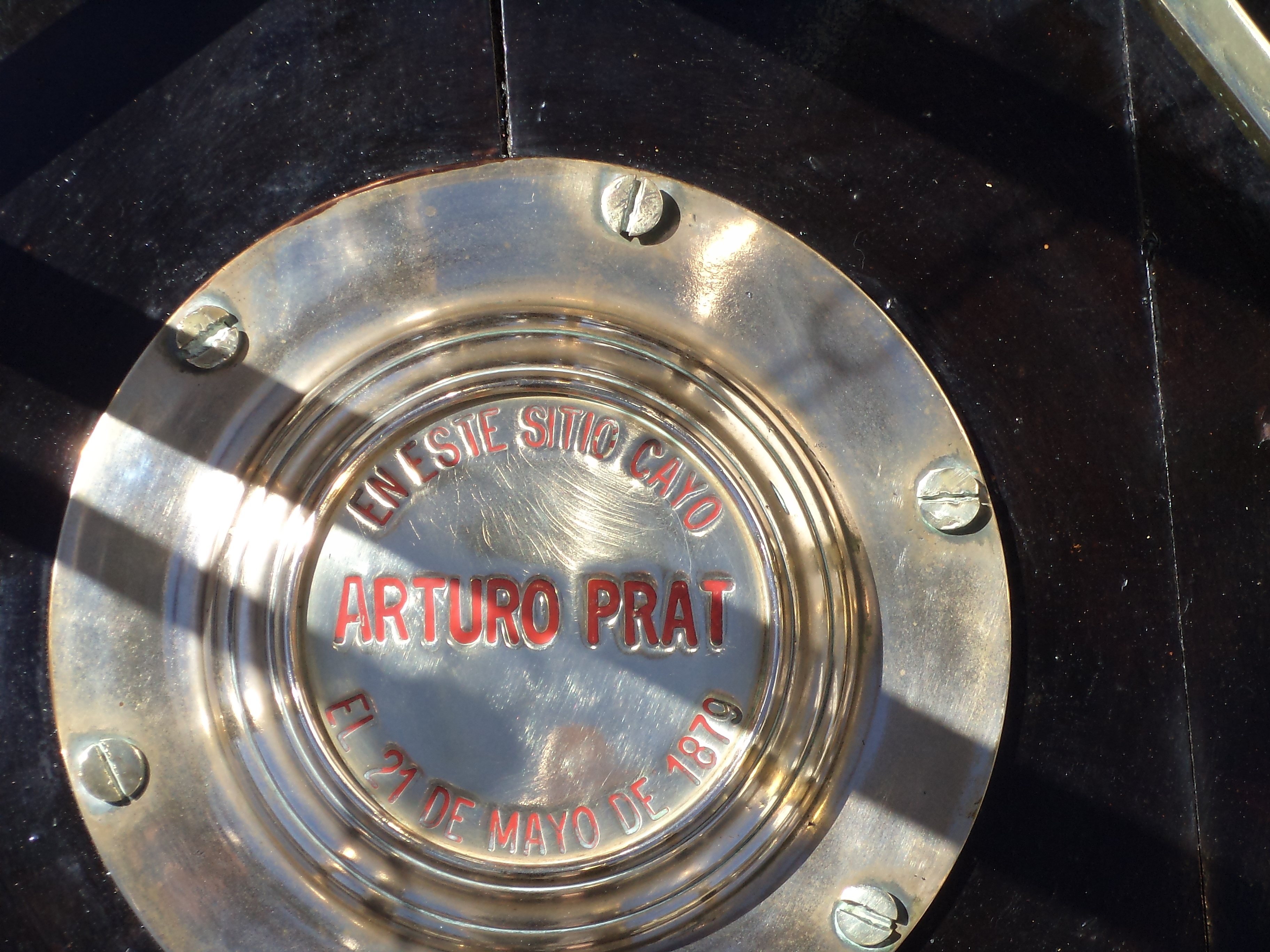
Hito colocado tras la torre de artillería del Huáscar, lugar donde murió Prat

###### Segundo espolonazo y abordaje de Serrano

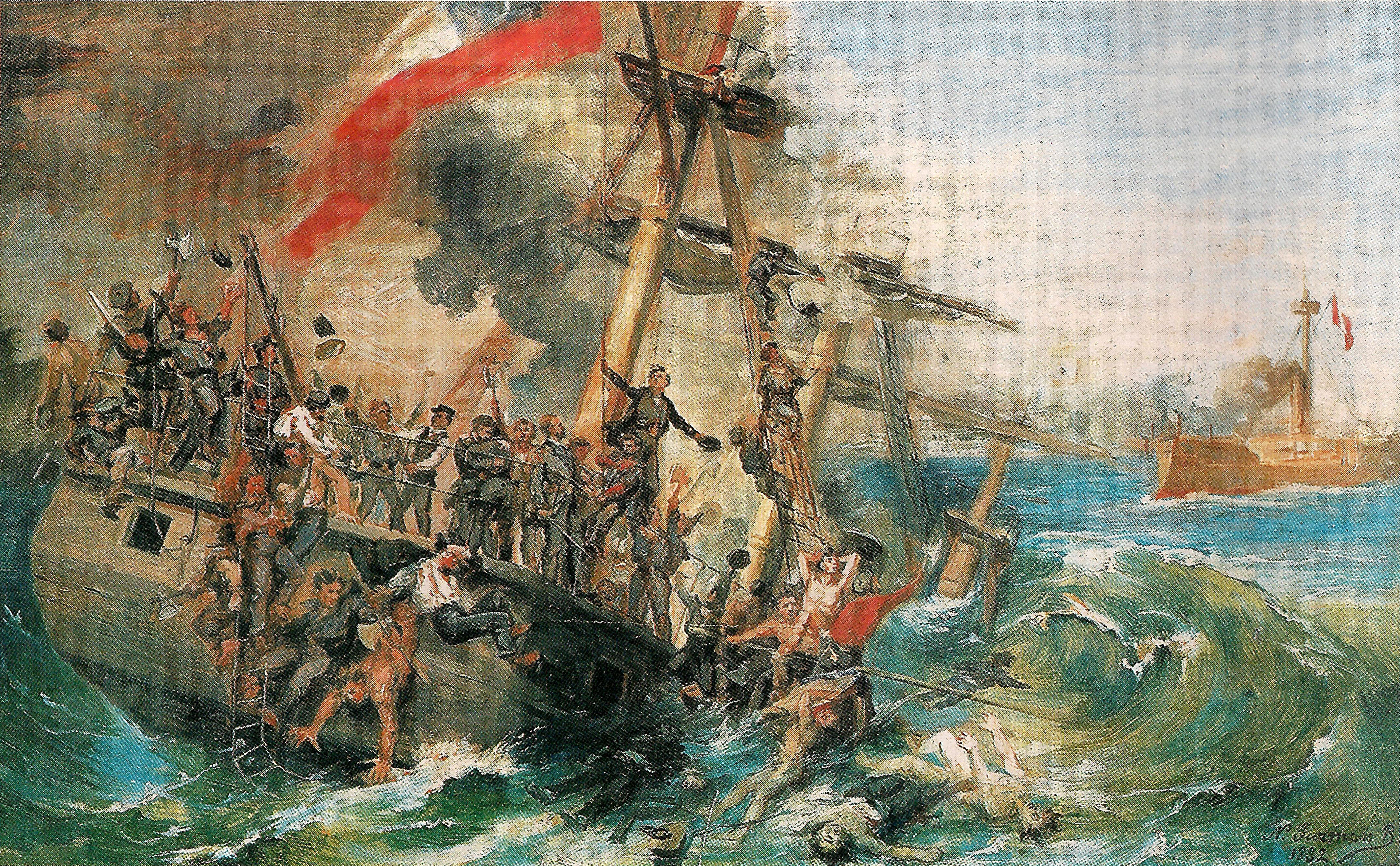
Hundimiento de la Esmeralda con sus tripulantes en el combate naval de Iquique (Nicolás Guzmán, 1882)

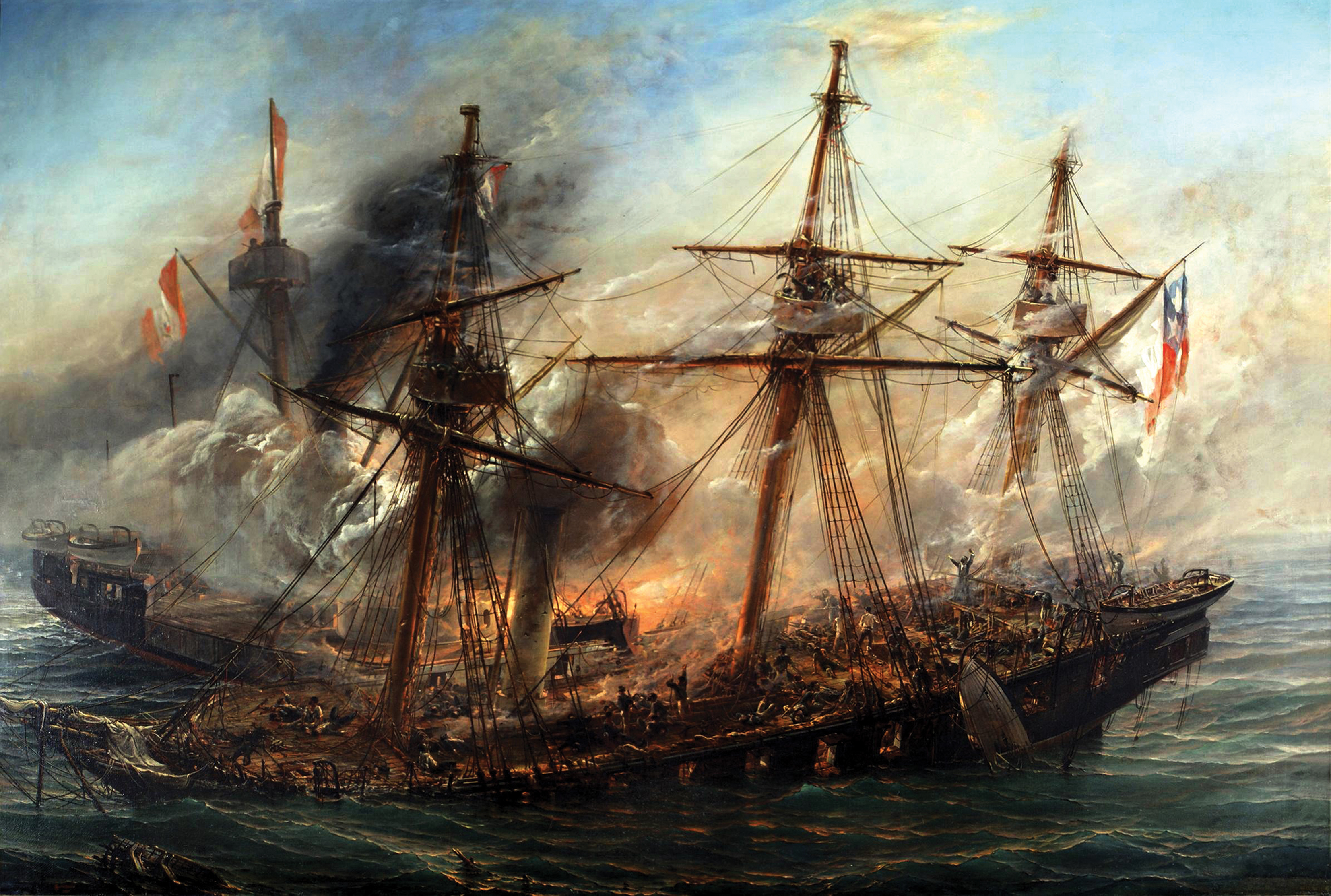
Hundimiento de la Esmeralda (Thomas Somerscales,)

En el segundo espolonazo, el Huáscar se lanzó con un andar de ocho millas hacia la proa de la Esmeralda, esta vez por estribor, «[disparando] las dos piezas de su torre». El teniente segundo Ignacio Serrano, revólver y espada en mano, gritó «¡Al abordaje!», y él y doce hombres subieron a la cubierta del monitor; un balazo derribó a Serrano, y los otros fueron muertos por las ametralladoras Gatling montadas en el puente y por la fusilería de los marinos del monitor. Serrano recibió heridas en la zona genital y sus gritos eran atroces; Grau lo hizo llevar a la enfermería, donde se le dejó junto al agónico Aldea.

###### Tercer espolonazo y hundimiento de la Esmeralda
El tercer espolonazo, esta vez a una velocidad de diez millas y en el centro, fue fatal para la corbeta y marcó su final. El último disparo de cañón lo efectuó el guardiamarina Ernesto Riquelme, quien se supone fue muerto por una granada del Huáscar.
A las 12:10, tras un combate desigual, largo y sin cuartel, la Esmeralda se hundió con todos sus tripulantes y con todas sus banderas: «la del jefe al tope del mesana, la de guardia en el trinquete, el gallardete al mayor i dos nacionales al pico de mesana, pues se había tomado la precaución de izar otra por si acaso faltaba la primera».

##### Epílogo

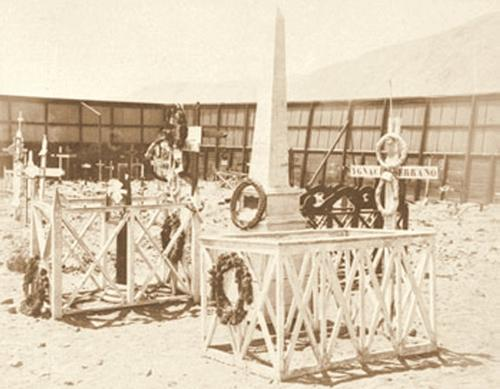
Tumbas de Prat y de Serrano en Iquique

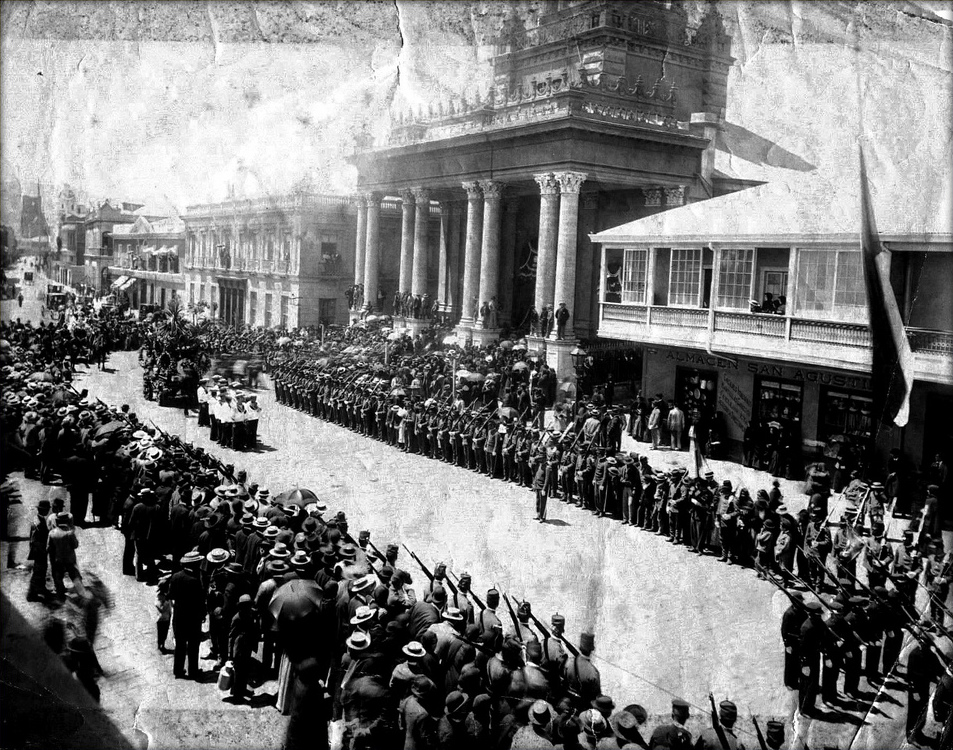
Cortejo fúnebre de Prat (1888)

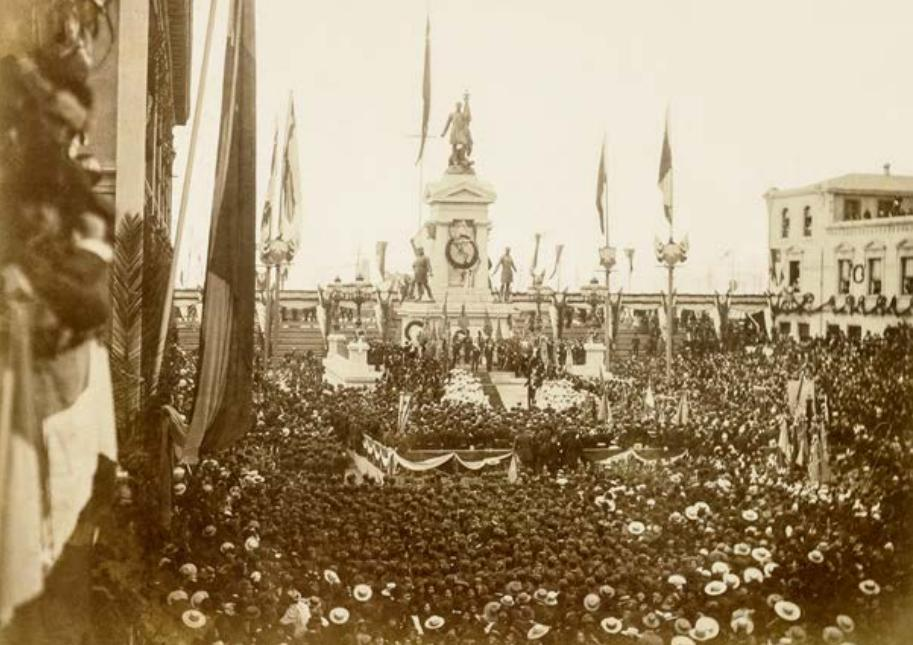
Inhumación de los restos mortales de Prat, Serrano y Aldea en el Monumento a los Héroes de Iquique en Valparaíso en 1888

Tras el combate, Grau mandó recoger en botes a los 63 náufragos sobrevivientes, quienes fueron desembarcados en Iquique y alojados en el cuartel de bomberos como prisioneros de guerra, e hizo tomar acta de las pertenencias de Prat. Sobre el combate naval y la muerte de Prat, el comandante peruano escribió a su cuñada y comadre Mercedes Cavero Núñez, esposa de Óscar Viel y Toro, lo siguiente:

Ya estarás informada del encuentro de nuestro buque con la vieja Esmeralda y Covadonga; ambos buques se han defendido con una bizarría extraordinaria; a mí me tocó batirme con la Esmeralda a la que me vi obligado a echar a pique porque nada había logrado hacerle con los 40 cañonazos que le había disparado en cerca de tres horas de combate [...]
El valiente Comandante de la Esmeralda murió como un Héroe en la cubierta de este buque, en momentos en que emprendió un abordaje temerario. Yo hice un esfuerzo supremo por salvarlo, pero desgraciadamente, fue ya tarde. Su muerte me amargó la pequeña victoria que había obtenido y pasé un día muy afligido [...].

Posteriormente, Grau ordenó que los objetos personales de Prat ―su espada, anillo de matrimonio, fotografías de su esposa e hijos, y un libro memorándum, entre otros― fueran devueltos a su viuda; junto con ellos, Carmela Carvajal recibió una carta en la que el comandante peruano expresó: «su digno y valeroso esposo [...] fue víctima de su temerario arrojo en defensa y gloria de la bandera de su patria». En respuesta, Carmela Carvajal escribió una carta agradeciendo este gesto.
El jueves 22, los cuerpos de Prat, Serrano y «tripulantes de la Esmeralda» fueron enterrados en el cementerio de Iquique por iniciativa de los españoles Eduardo Llanos Nava, Benigno Posadas, Santos de la Presa Casanova, José Toyos Ruidíaz y Jaime Puig y Verdaguer, el inglés Juan Nairn y un ciudadano francés, todos residentes en la ciudad.
En mayo de 1888, los restos de Prat fueron trasladados a Valparaíso, donde se les sepultó en un monumento construido por suscripción popular. Allí descansan los máximos héroes navales chilenos y es allí donde, con la presencia del presidente de la República, se honra con desfiles militares y ofrendas florales a Prat y su tripulación cada 21 de mayo, Día de las Glorias Navales.

## Reconocimiento

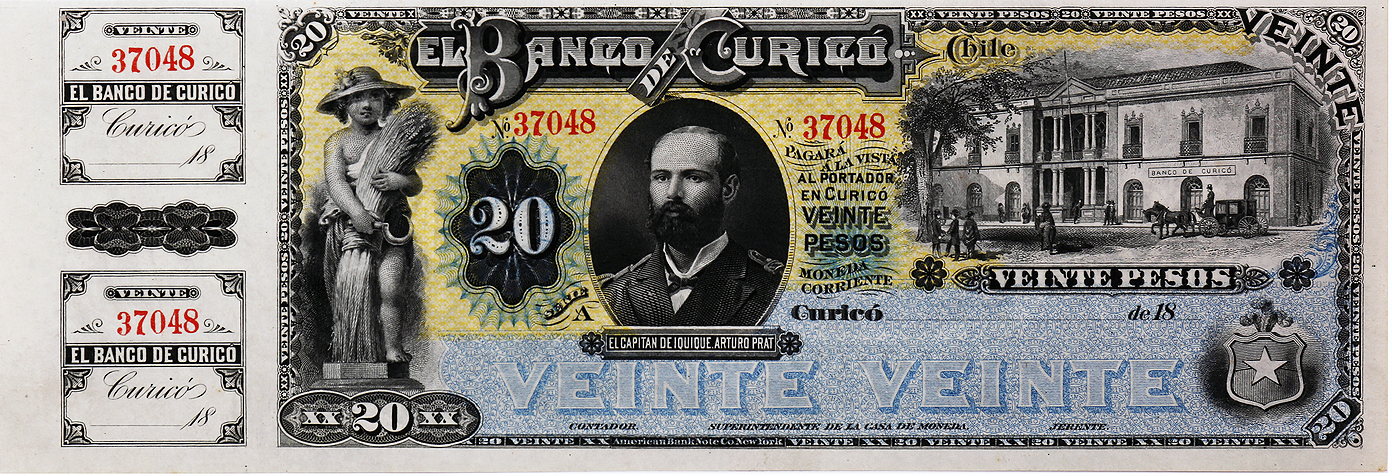
En 1882 su retrato ya estaba estampado en el billete de 20 pesos del Banco de Curicó

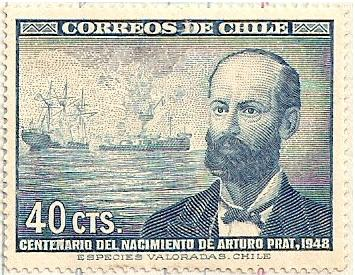
Estampilla de Prat (1948)

Prat se transformó en símbolo de Chile en su lucha a muerte con sus enemigos; movilizó a la población chilena en torno a la causa común de la guerra, lo que fue uno de los factores del triunfo chileno en la guerra del Pacífico, siendo el determinante la superioridad de su escuadra. Se le admiraba no por sus hazañas sino por representar los valores de dedicación y sacrificio.
Tras el término de la guerra, su imagen fue menos reverenciada, pero resurgió con fuerza durante el periodo de la República Parlamentaria (1891-1925); frente a la corrupción del sistema político, su figura adquirió nuevos ribetes, personificando las virtudes civiles y el cumplimiento del deber, antes que los valores militares:

[Prat se convirtió] en la encarnación de un liderato dinámico y de una superioridad espiritual: el hombre que trajo fama a Chile, el guerrero que había igualado las proezas de los antiguos griegos. Para una nación donde la venalidad abundaba, donde una pequeña camarilla devaluaba la moneda del país y corrompía su sistema electoral, Prat representó la encarnación de la virtud cívica, un hombre tan dedicado a sus deberes que ningún motivo personal le impidió el cumplir con sus obligaciones cívicas.

Con el paso del tiempo, Prat pasó a simbolizar la unidad nacional.
La ley 2977 del 1 de febrero de 1915, promulgada en el gobierno de Ramón Barros Luco, fijó el 21 de mayo como «celebración de todas las glorias [de] la Armada de la República» y como feriado en Chile; durante esta festividad, el izamiento de la bandera chilena es obligatorio en todos los recintos privados y públicos del país. Las principales ceremonias de conmemoración son aquellas llevadas a cabo en los puertos de Valparaíso, Talcahuano —donde está fondeado el monitor Huáscar— e Iquique.  Además, el 21 de mayo se convirtió en la fecha de la Cuenta anual del presidente de la República ante el Congreso pleno entre 1926 y 2016, y en el «Día del Abogado» a partir de la década de 2010.

## Homenajes
Ha sido conmemorado de diversas maneras en Chile, a saber:
- En la capital chilena el 29 de mayo de 1879, los voluntarios de la Quinta Compañía del Cuerpo de Bomberos de Santiago cambiaron su nombre de «Bomba América» a «Bomba Arturo Prat», denominación que se ha mantenido hasta el presente.[10]
- Seis unidades de la Armada de Chile han sido bautizadas con su apellido: el crucero Prat (1880-1885), que nunca llegó a Chile y fue vendido a Japón;[135] el crucero acorazado Prat (1890-1930),[136] el crucero ligero clase Brooklyn Prat (1937-1982),[137] el destructor misilero portahelicópteros clase County Prat (1966-presente),[138] la fragata clase Jacob van Heemskerck Capitán Prat (2006)[5] y la fragata clase Adelaide Capitán Prat (2020).[139][140]
- En la Región del Maule el 23 de abril de 1900, Villa Pequén fue rebautizada Villa Prat.[11]
- En el ámbito futbolístico, en Santiago se fundaron los clubes Arturo Prat Football Club el 21 de mayo de 1903 y Gimnástico Arturo Prat el 21 de mayo de 1927,[12][13] y la Asociación Arturo Prat (AAP) el 21 de mayo de 1905.[14]
- En Valparaíso fue bautizado el muelle Prat, se fundó el club de fútbol Arturo Prat en 1909,[15] se construyó el Fortín Prat en 1944,[16] y la Escuela Naval del Estado fue bautizada con su nombre el 24 de septiembre de 1945.[17][n 2]
- En la isla Greenwich el 6 de febrero de 1947, fue inaugurada la base naval antártica Capitán Arturo Prat.[18]
- En la Región de Aysén del General Carlos Ibáñez del Campo el 4 de noviembre de 1975, se creó la provincia Capitán Prat.[19]
- En Iquique, la capital de la Región de Tarapacá, el 14 de diciembre de 1984 se fundó la Universidad Arturo Prat.[20]
- Existen 144 calles llamadas «Arturo Prat»,[21] el odónimo más común en Chile.[141] Prat vivió en la calle homónima de la capital chilena en 1854.[142]
- Su efigie ha aparecido en los siguientes cuatro billetes: de 100 pesos antiguos (emitido entre 1933 y 1959),[143] de 1 escudo (impreso entre 1962 y 1971),[144] de 50 pesos (producido entre 1975 y 1981)[145] y de 10 000 pesos (emitido a partir de 1989).[146]
- Su conducta y muerte en el combate naval de Iquique son el tema de algunas cuecas, entre las que se pueden citar «El Huáscar con la Esmeralda», «El valiente Arturo Prat», «Gritaron humos al norte» y «La gloriosa Covadonga».[147]
- Su vida ha sido llevada a la pantalla en tres ocasiones: en el episodio «Prat, espada de honor» (2009) de la miniserie televisiva Héroes: La gloria tiene su precio,[148] en el filme La Esmeralda, 1879 (2010)[149] y en la miniserie Prat, el legado de un hombre (2021).[150] Además, ha sido protagonista en dos obras de teatro: Prat (2002) y La tripulación de bronce (2019).[151][152]
- En plazas de distintas ciudades chilenas se han erigido bustos o monumentos en su honor:

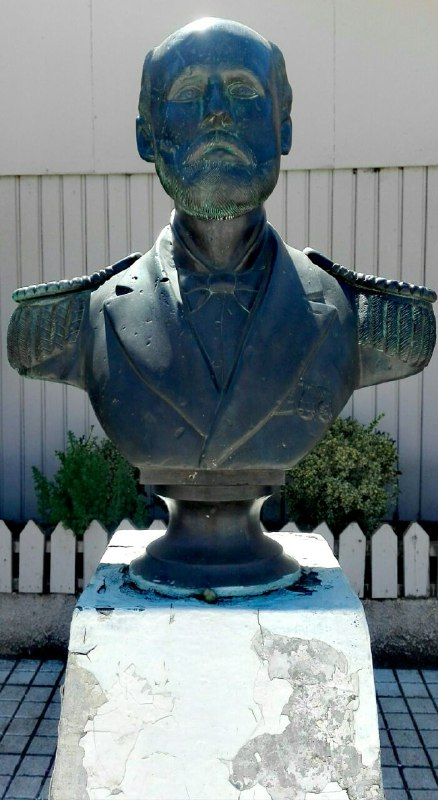
Busto en Cunco
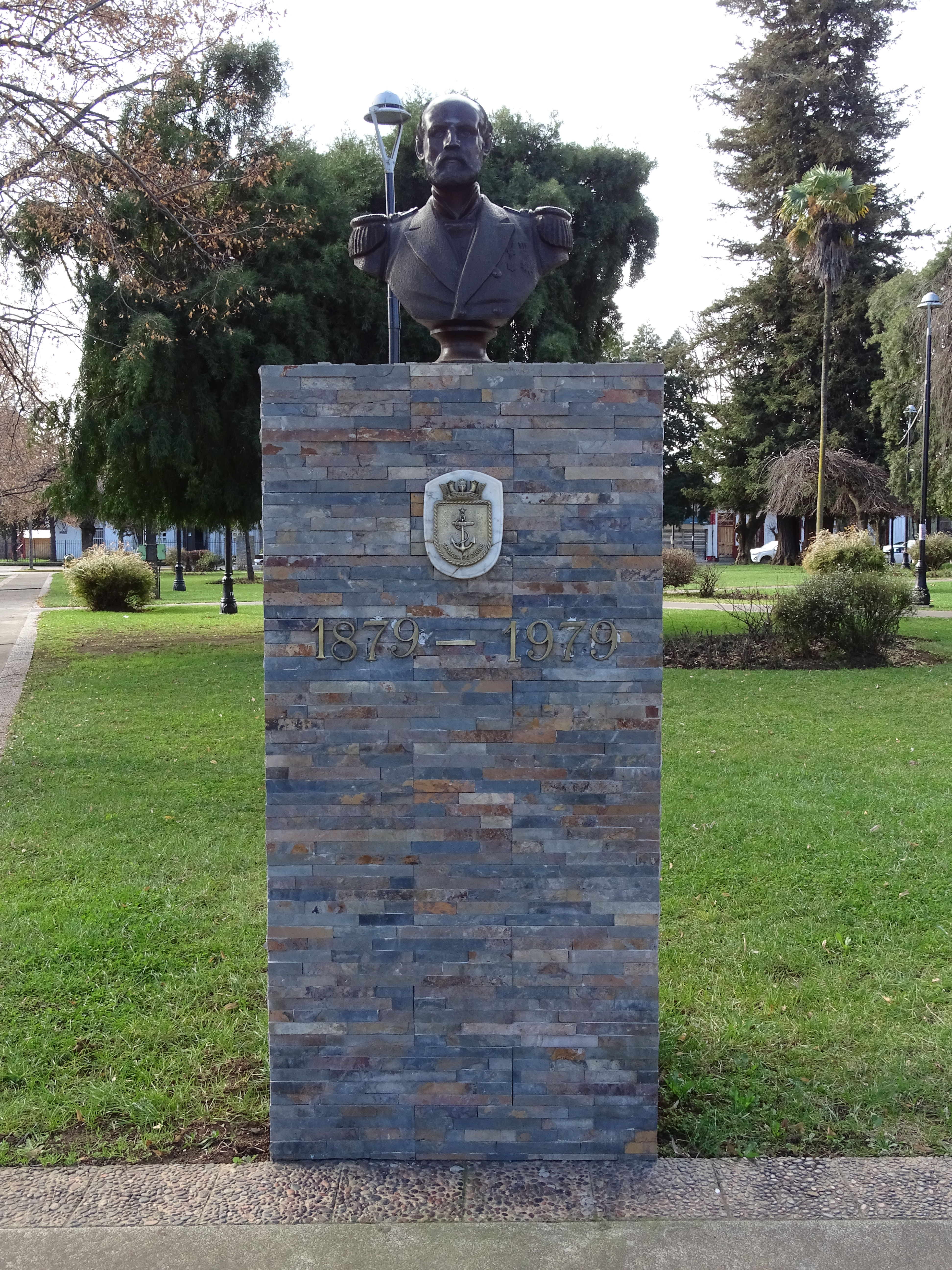
Busto en Mulchén
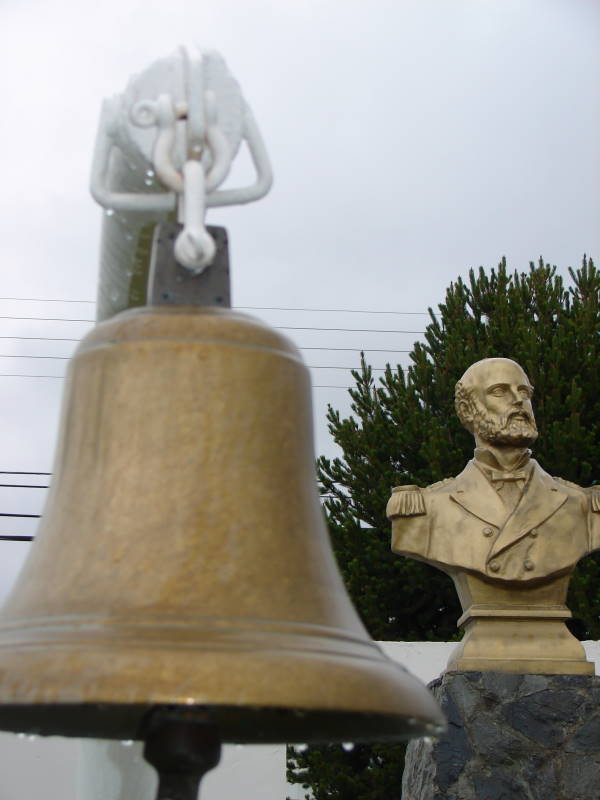
Busto en Puerto Williams
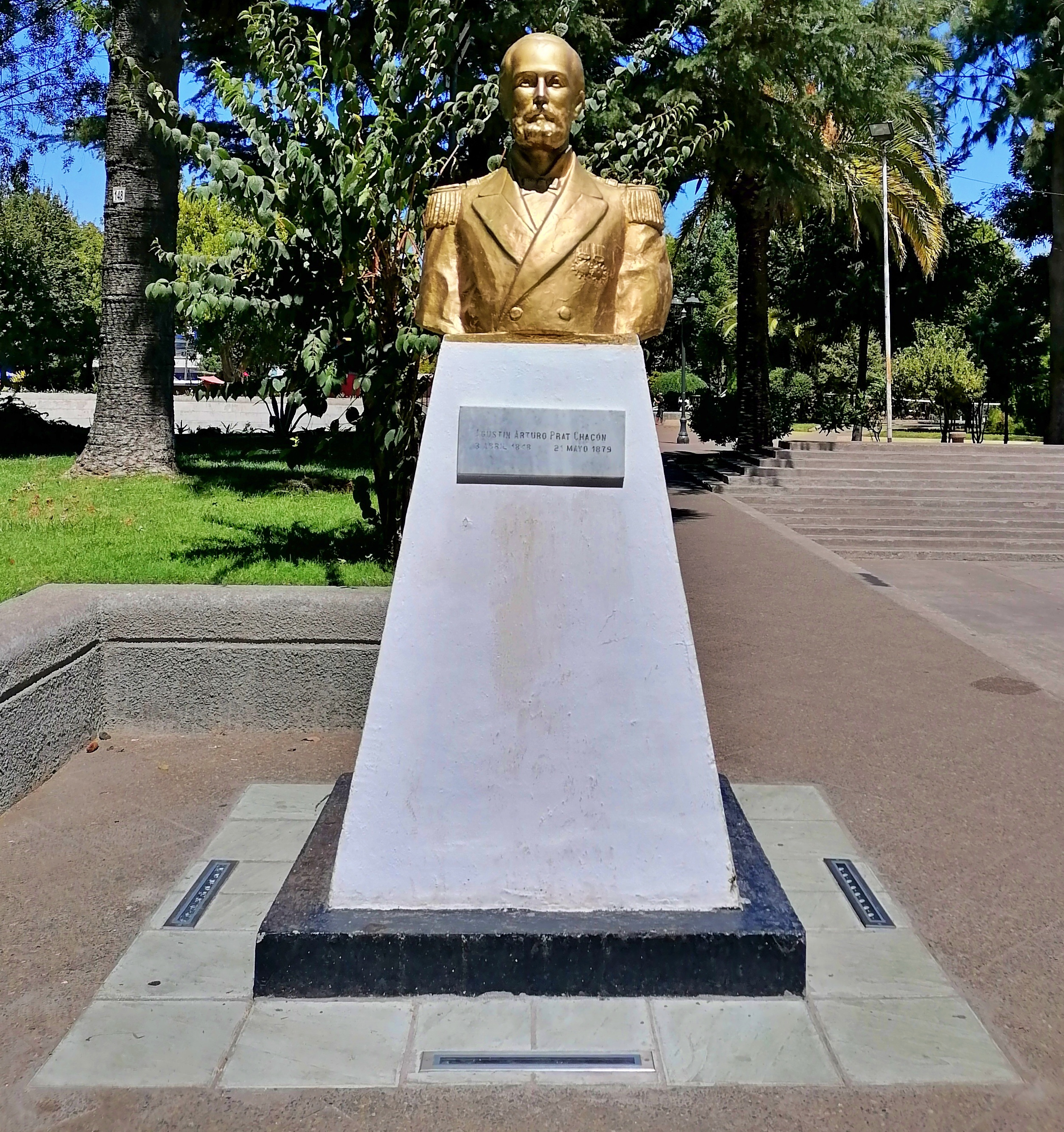
Busto en San Carlos
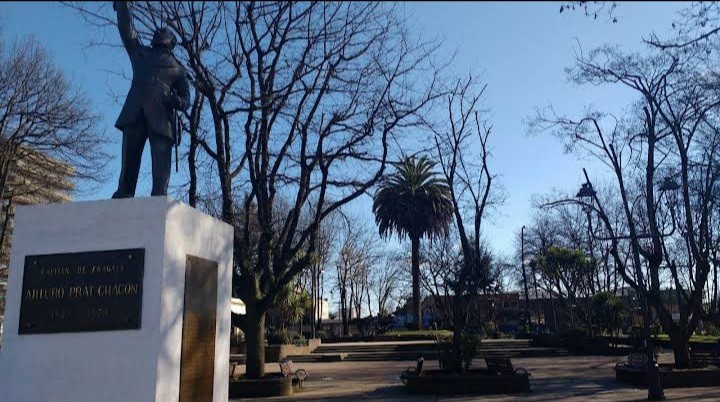
Monumento en Temuco
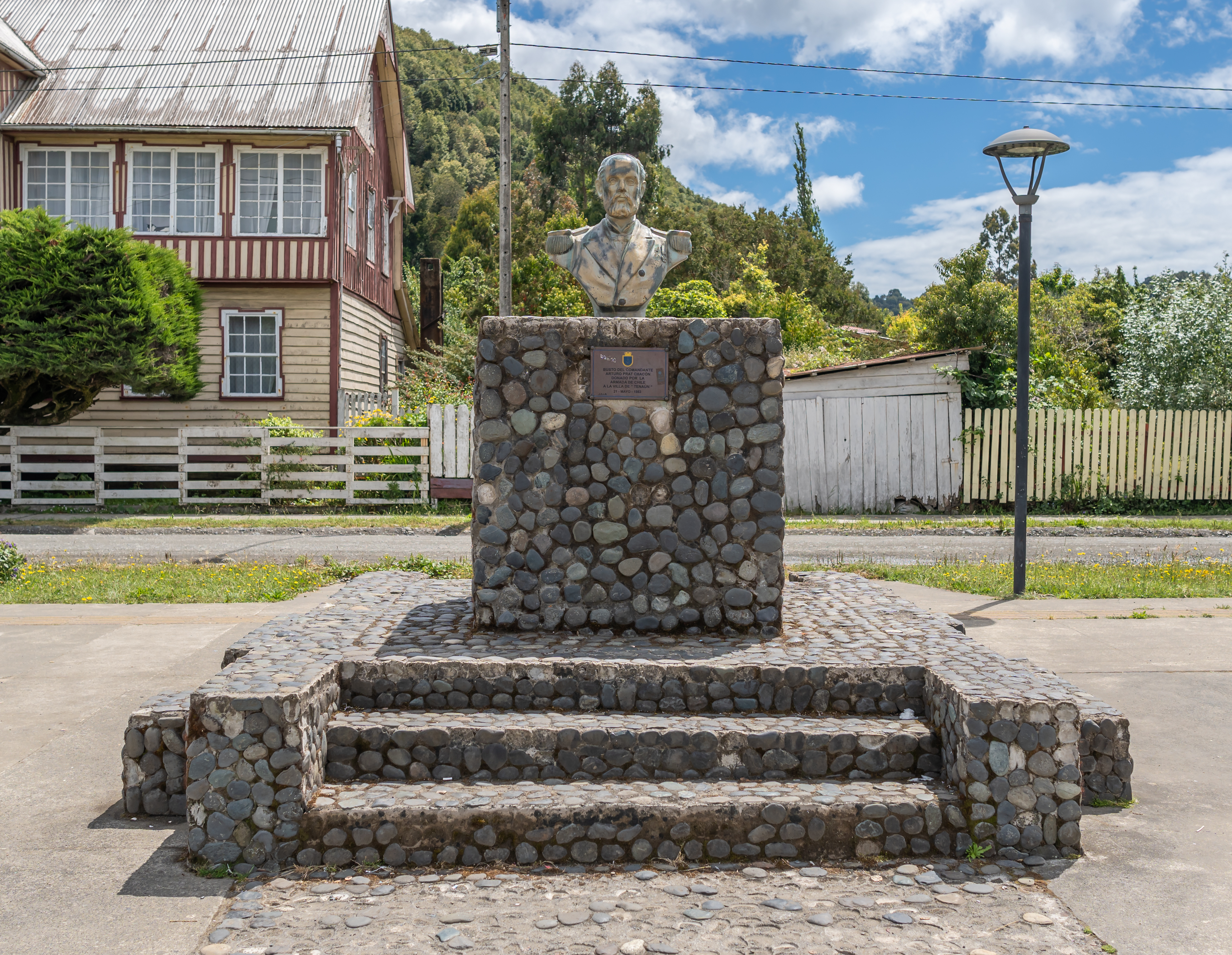
Busto en Tenaún
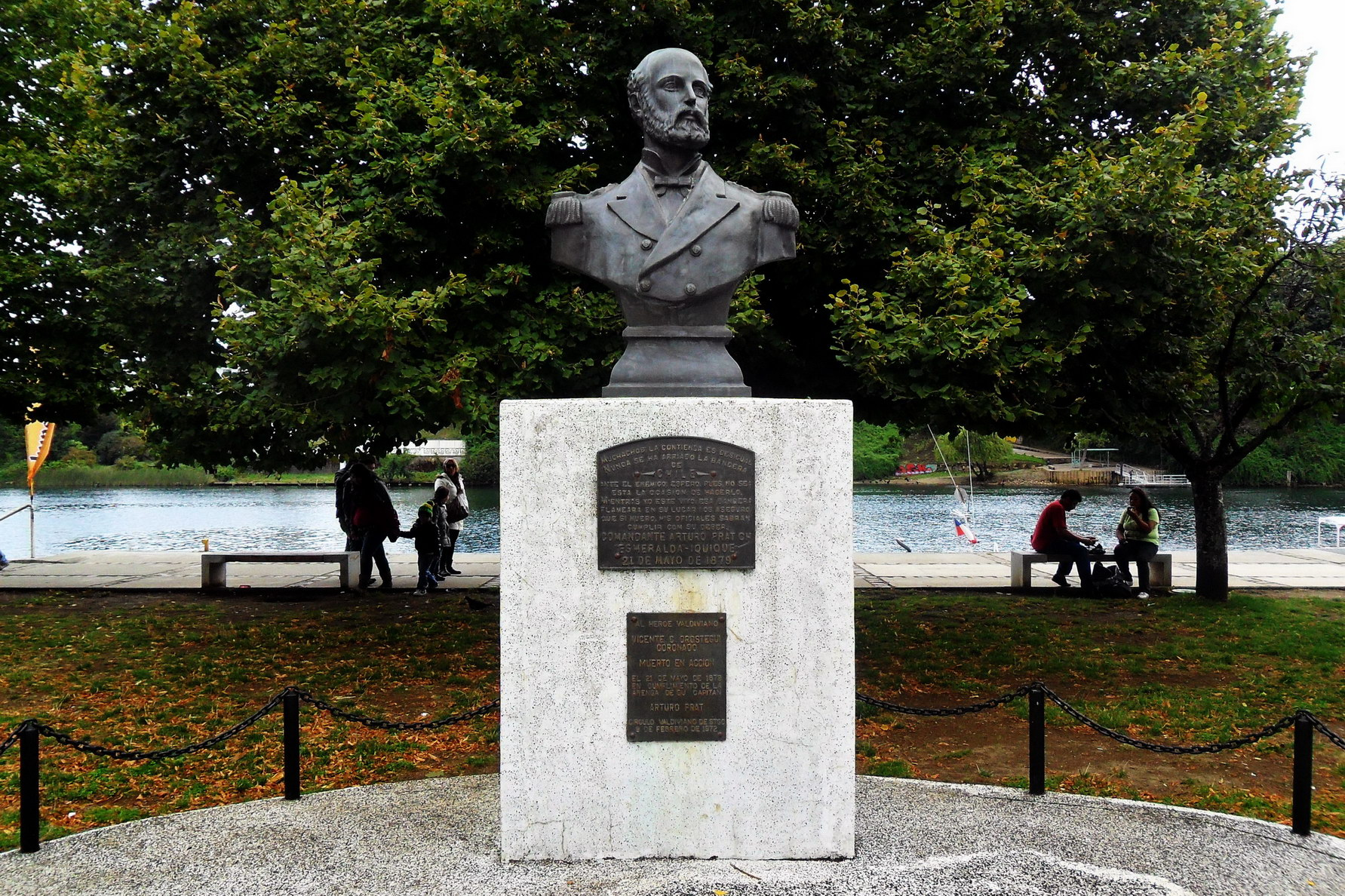
Busto en Valdivia
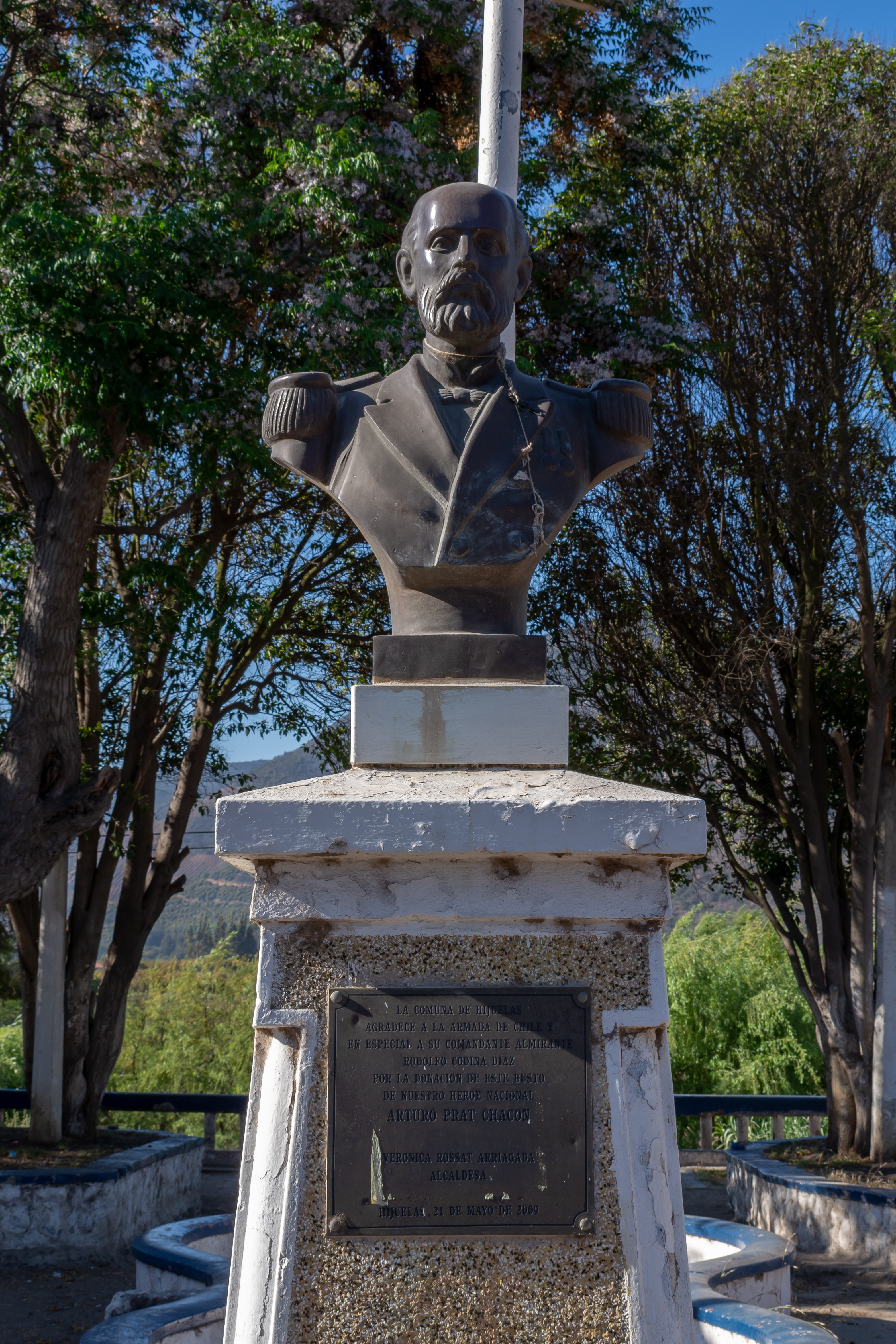
Busto en Villa Prat

También ha sido conmemorado en el extranjero:
- Una fuente indica que un busto de Prat fue llevado desde Chile a Japón en 1966 y colocado junto al del almirante Tōgō Heihachirō en el santuario Tōgō (Tōgō-jinja) en Harajuku, Tokio.[153] Otra fuente señala «la presencia, a contar de 1966, de un busto [de Prat en la Escuela Naval de Japón], formando parte de una trilogía de insignes marinos[, junto a los almirantes Tōgō y Horatio Nelson]».[154] Según la Revista de Marina, un busto de bronce de Prat, entregado oficialmente en mayo de 1966 a la Fuerza Marítima de Autodefensa nipona en el 61.er aniversario de la batalla de Tsushima, se encuentra en el Museo de Historia Naval de la Escuela Naval en la isla Etajima, donde se honra a todos los héroes japoneses y a dos extranjeros: el almirante Nelson y el comandante Prat.[155]
- En el Malecón 2000 de la ciudad de Guayaquil (Ecuador), se erigió un busto en su honor frente al cual se realizan actos conmemorativos en nombre suyo y de la Armada de Chile.[156]
- En el frontis del Cuartel General de la Marina Real Canadiense en la ciudad de Quebec (Canadá), en 2005 se inauguró un busto de 1.4 metros de altura, instalado en una base de granito de dos metros de altura y nueve toneladas de peso.[157][158]
- En Montevideo (Uruguay) existe una calle con su nombre; a metros de ella se emplaza un busto, ubicado en la intersección de la avenida Rambla Armenia y la calle Melitón González.[159]

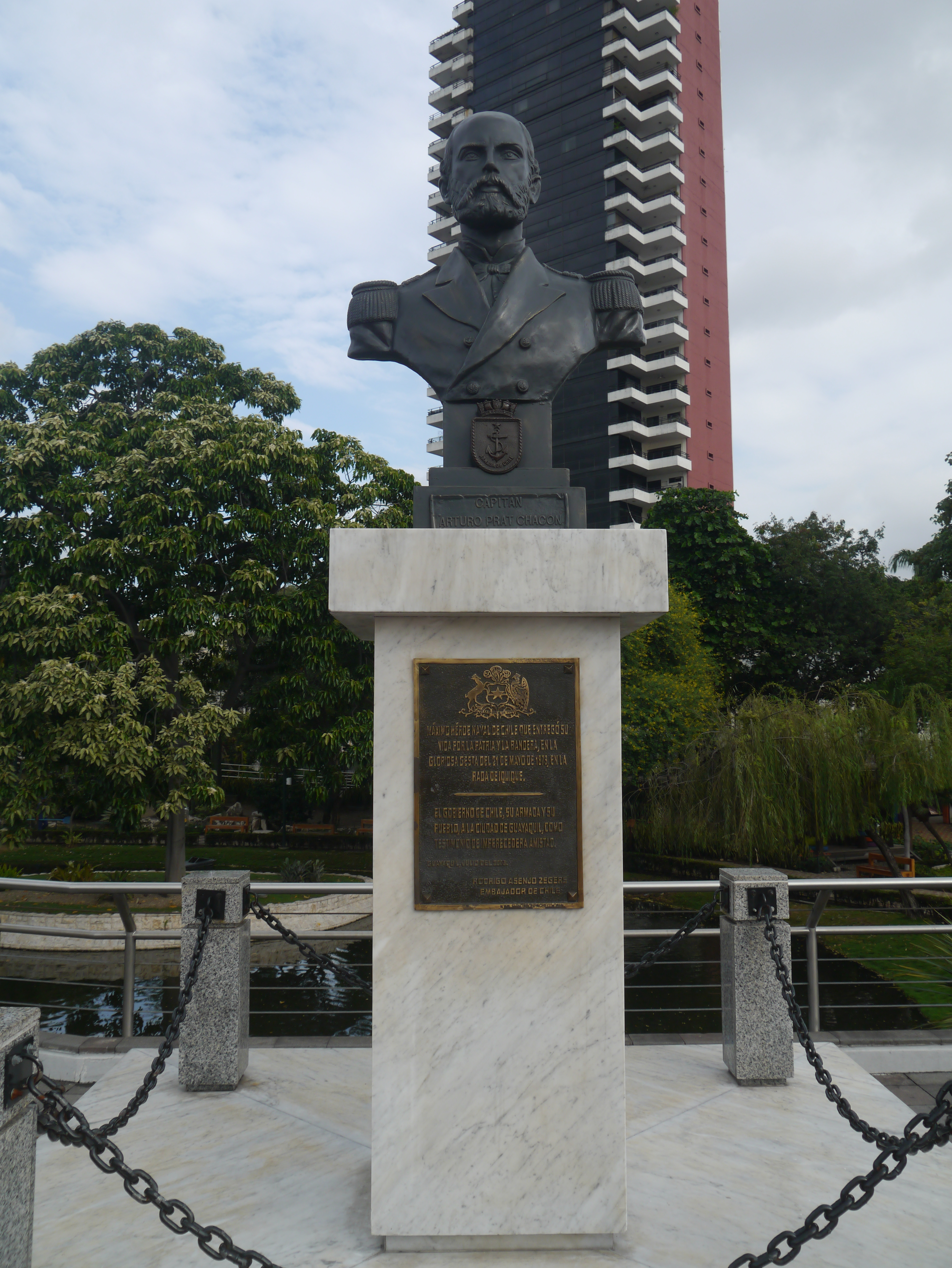
Busto en Guayaquil (Ecuador)
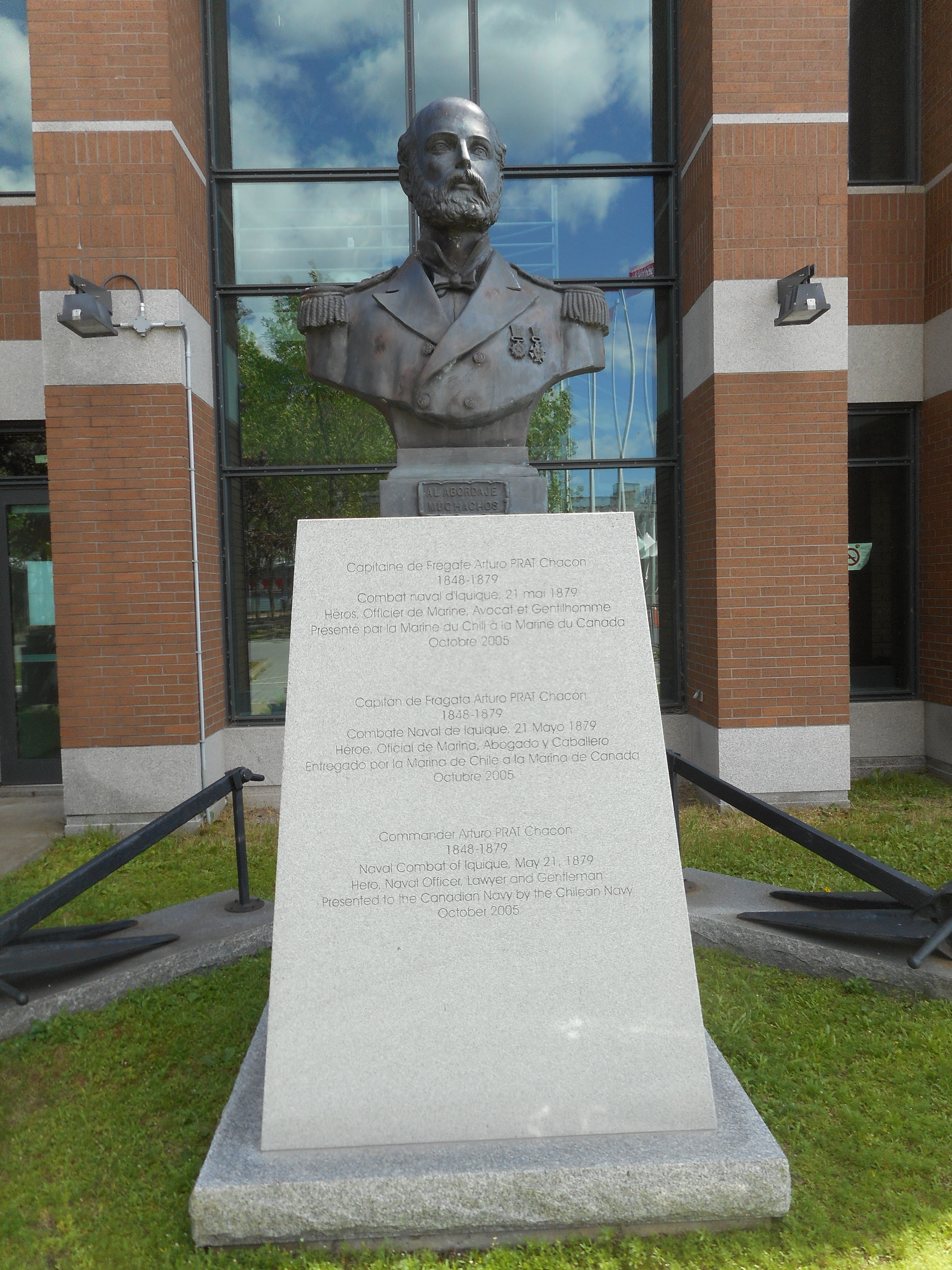
Busto en Quebec (Canadá)
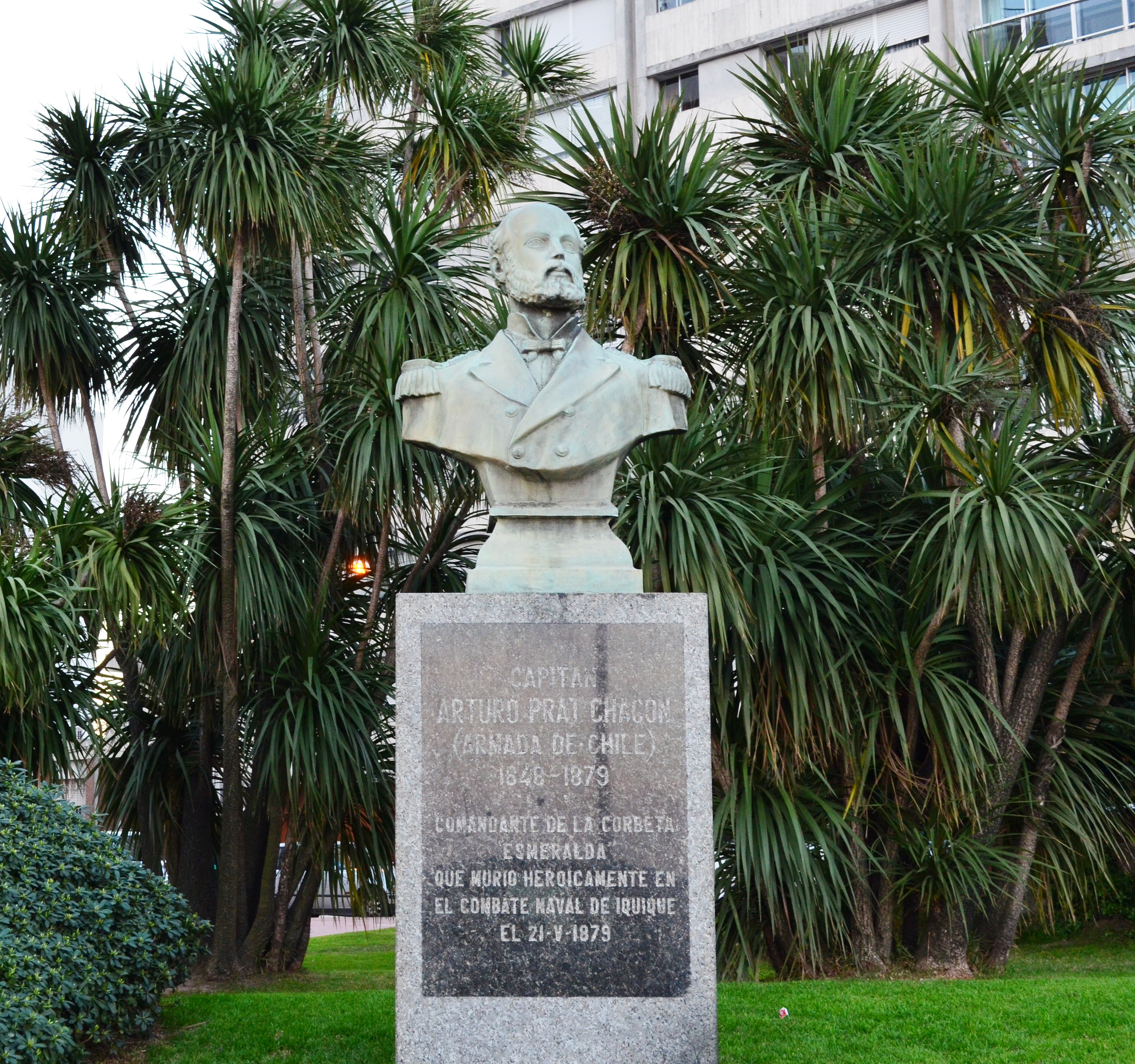
Busto en Montevideo (Uruguay)

## Obra publicada
- Prat Chacón, Arturo (1876). Observaciones a la lei electoral vijente. Valparaíso: Imprenta del Mercurio. p. 36. Archivado desde el original el 26 de abril de 2009.